# BLUE PROTOCOL
『BLUE PROTOCOL』（ブループロトコル）は、バンダイナムコオンラインとバンダイナムコスタジオによる共同プロジェクトチーム「PROJECT SKY BLUE」が開発する完全新作オリジナルタイトルPC向けオンラインアクションRPG。公式略は『ブルプロ』。
なお、本項目ではクローズドアルファテストのことを『CaT』、クローズドベータテストのことを『CBT』とする。

## 概要
2014年、下岡聡吉がバンダイナムコオンラインに入社してすぐにプロジェクトを立ち上げる。当時は開発コードネームを色で名付けるのが流行っていたことやRPG制作設定を考えていた時に、闇を晴らして青空になるというようなイメージを持っていたことから「PROJECT SKY BLUE」がスタート。2019年6月28日、PC向け完全新作オンラインゲームとして発表された。
キャッチコピーは「操作できる劇場アニメ級グラフィック」。基本開発コンセプトは「劇場アニメに入り込んだような圧倒的グラフィック表現で紡がれる世界と、オンラインゲームの特性を活かしたマルチプレイアクションのオンラインゲームタイトル」。
トゥーンシェーダーによるアニメのようなグラフィックが特徴。グローバル展開を前提に作られており、日本産であることがひと目でわかるグラフィックを目指している。アートディレクターはテイルズ オブ シリーズでデザインを担当している奥村大悟。
世界設定は「剣と魔法と過去の超文明」を中心としたファンタジー世界。「兵士が甲冑を身に纏っているような16世紀頃の人類が、突然便利な技術を手に入れて宇宙服を作ったらどうなるのか」というアイデアが根底にあり、本来は共存し得ないもの同士が組み合わさった、一味違ったスタイルのファンタジーとなっている。
2021年9月29日、バンダイナムコオンラインは『BLUE PROTOCOL』の台湾・香港・マカオ向けのサービスに関する契約を、オンラインゲームの運営およびオンラインゲーム・ソフトウェアの開発・提供に従事する台湾の会社である「Cayenne Entertainment Technology（紅心辣椒娯楽科技股分有限公司）」と締結し、台湾・香港・マカオにおける繁体字版の代理店権を取得したと発表し、サービスが行われることが明らかになった。
2022年12月9日、The Game Awards 2022においてアジア以外でもサービスが開始されることが発表され、北米・ヨーロッパ・南米・オーストラリア・ニュージーランドのパブリッシングはAmazon Gamesが担当することが明らかになった。
2023年6月14日13時10分よりPC版の正式サービスを開始した。
2023年6月20日、本作の累計プレイヤー数が60万人、最大同時接続者数が20万人を突破したことが発表された。これは同社が手がける国内PC向けサービスで歴代最速とのこと。2024年1月24日、国内サービス開始からのアカウント数が100万件を突破したことが発表された。
2023年12月13日よりPlayStation 5、Xbox Series X/S版がサービス開始。PC版とのクロスプレイ、クロスセーブに対応し、以降のアップデートも同時展開される。ただしローズオーブのみクロスセーブに対応せず、各プラットフォーム単位での保有となる。また、キャラクター作成におけるキャラクターを揺らすボタンが削除されるほか、PlayStation 5版のみSサイズ体型のアンダーウェア描画に制限がかかり、アンダーウェアの販売はされない。
2024年8月28日に2025年1月18日をもってサービスを終了することが発表された。これに伴い、Amazon Gamesによる欧米圏における本作のリリースは中止となった。
2024年12月6日、中国のテンセントが出資するゲームスタジオ・BOKURAにより、本作の世界観を継承したオンラインゲーム『星痕共鸣（STAR RESONANCE）』が発表。バンダイナムコから正式にライセンスを受けており、ゲームシステムを全面的に再設計・調整した作品であるとしている。2025年4月現在は中国国内向けに開発が行われており、日本での配信については不明。

## 制作

### PROJECT SKY BLUE
新規エンターテイメントIPの創造を目的としたコンテンツの企画・プロデュース・開発を行う共同プロジェクトチーム。本作はその中核をなすコンテンツとして開発されている。
PROJECT SKY BLUEの立ち上げは2014年。最初の3年間は本作のプリプロ（プロトタイプ）が開発されていたが、それが社内で高く評価されてから本格的な開発チームが立ち上がった。下岡によるとプロジェクトが立ち上がったきっかけは、提案した大枠の世界設定に対して、アートディレクターの奥村がプレゼンしたビジュアルを見て衝撃を受けたことであり、最大の武器になるであろうグラフィックスを中心に開発がスタートした。
プレイヤーが作成したキャラクターを「主人公」として捉えているが、登場するNPCにもそれぞれの物語があり、他の媒体で補完することも考えられており、それらを統括したものを「PROJECT SKY BLUE」と呼ぶ。2024年11月27日および12月18日にAmazon Gamesと共同で制作された、ゲームとリンクしたサイドストーリーを描いたアニメーション『BLUE PROTOCOL』 Side Storyが公開された。

### グラフィックス
本作のグラフィックスコンセプトは壮大で精緻なセルルック（セルアニメーション表現）のゲームにすることにある。あらゆる角度から見てもアニメの雰囲気を壊さないようにするのは難しいが、キャラクター、表情、エフェクト、ポスト処理などそれぞれの要素に小さなアニメらしさを積み重ねることで実現している。
背景は日本のアニメ背景アートのようなテイストを目標としている。モデリング自体はリアルに作りこんだ上で、テクスチャのテイストがフォトリアルになりすぎないように情報量を調整している。
本作に登場するキャベツは葉っぱ1枚1枚のモデリングや葉脈の描き込みなど、他の野菜に比べて際立って異彩を放っており、やたら作り込まれていると話題になった。

### サウンド
本作のメインテーマ曲は、多くのアニメ作品で楽曲を担当している澤野弘之が手掛けている。
ゲームの没入感を向上させる演出技法「インタラクティブミュージック」を採用している。サウンド制作を担当した北谷光浩は、フィールドでの戦闘パートで流れるBGMを敵とのレベル差によって変化させることでメリハリを付け、滞在時間の長いフィールドでも再生される楽曲に複数のパターンを持たせることで飽きにくいランダム性を達成できたと語っている。

## 沿革
クローズドαテスト（CaT）
- 2019年7月26日 - 2019年7月28日
コンテンツ開発におけるサーバー負荷検証を主目的に実施[38]。

クローズドβテスト（CBT）
- 2020年4月23日 - 2020年4月27日[8][注 3]
2020年4月23日 18時30分時点でダンジョンに使用するサーバの使用メモリ量が異常値になっている状態が確認されたため[7]、19時00分よりCBT実施予定であった1分前に公式TwitterからCBT実施を延期する通知[39]。その後、2020年4月23日 21時00分からCBTが実施される[40]。また、CBT開始時間が延期となったことで丸一日CBT実施期間が延長し4月27日に終了した[7]。
- 2020年4月23日 21時00分 - 2020年4月27日 21時00分
コンテンツ開発におけるサーバー負荷検証を主目的に実施や、CBT結果を受けてCaT後のフィードバック内容からの一部内容や方針の変更[41]。

マッチング負荷テスト
- 2020年11月7日 19時00分 - 21時59分[42]
マッチング負荷テストとなっているためテストスケジュールが決まっている[43]。そのため、クラスレベル・所持アイテムなども既に所持した状態で開始された[44]。

ネットワークテスト
- 2023年3月31日 - 4月2日
新クラス「ヘヴィスマッシャー」実装。メインストーリーとなるシナリオは1章まで公開。当初は同年1月14日に開催予定だったが、サーバーやネットワーク関連の不具合の発見により延期が発表された[45]。また、ネットワークテストに先駆けて、2月28日にキャラクタークリエイトを試せるベンチマークソフトが公開された。

正式サービス
- 2023年
  - 6月14日 13時10分 - サービス開始[46]。シナリオは3章まで公開[47]。
  - 7月12日 - マンスリーイベント「トロピカルリゾート」開催。
  - 8月16日 - 新クラス「ブリッツランサー」実装。マンスリーイベント「失われた壁画」開催。
  - 9月20日 - マンスリーイベント「トリック・スイーツ」開催。
  - 10月25日 - シナリオ4章追加[48]。新フィールド「西バーンハルト半島」実装。マンスリーイベント「コレクト・コレクター」開催。
  - 11月22日 - 新機能「限界突破」、「サブスキルパレット」、「エクシードシステム」実装。マンスリーイベント「聖夜のプレゼント」開催。
  - 12月13日 - PlayStation 5、Xbox Series X|S版 サービス開始（クロスプレイ・クロスプログレッション対応）。
  - 12月20日 - 新コンテンツ「防衛戦」実装。マンスリーイベント「新しき春のお迎え」開催。
- 2024年
  - 1月24日 - マンスリーイベント「フワフワ綿毛晶」開催。
  - 2月28日 - シナリオ5章追加[49]。新フィールド「ラウェハラ岬」実装。新機能「マウントキャラバン」、「クラスレベルボーナス」、「勲章」、「アタックチェッカー」実装。マンスリーイベント「こぼれ星に願いを」開催。
  - 3月27日 - 新コンテンツ「サドンデスバトル」実装[50]。マンスリーイベント「甘〜い蜜を探して」開催。
  - 4月24日 - 新クラス「ビートパフォーマー」実装[51]。新機能「マッチングサポート」実装。マンスリーイベント「ロマンの欠片」開催。
  - 5月22日 - マンスリーイベント「セレブレイトブルー」開催。
  - 6月26日 - シナリオ6章追加[52]。新フィールド「コアニアニ森林」実装。新機能「武器の特効・限突特効」、「ルームアレンジ」、新コンテンツ「ヴァリアントアリーナ」実装[53]。マンスリーイベント「アステルリーズ開港祭」および「コアニアニ森林調査イベント」開催。
  - 7月24日 - 新コンテンツ「戦神の修練場」実装[53]。マンスリーイベント「輝け！昆虫採集」および「ドキドキ★ルームデコ」開催。
  - 8月28日 - サービス終了を発表。マンスリーイベント「スパイシー・デザート」および「レグナスチームライフ」開催。
  - 9月25日 - マンスリーイベント「ビビッド・ペイント」開催[54]。
  - 10月16日 - 「フィッシングフェス」開催。
  - 10月30日 - 「外大陸エリア調査イベント」開催[54]。ミニゲーム「スプラッシュビーチ」実装。
  - 11月13日 - マンスリーイベント「夢見心地な渡り鳥」開催[54]。
  - 11月27日 - マンスリーイベント「ジンジャーマイハニー」開催[54]。
  - 12月18日 - シナリオ7章追加。新フィールド「グランヴィル氷界」実装、「グランヴィル氷界調査イベント」開催[54]。
  - 12月26日 - マンスリーイベント「ファインド・フェーヴ」開催[54]。
- 2025年
  - 1月18日 - 同日22時をもってサービスを終了。

## ストーリー
遥か彼方の天体に位置する惑星レグナス。かつて「バファリア神族」なる種族の知識と統治により「バファリア文明」が築かれ、レグナスに満ちる光エネルギー「エングラム」を用いた科学技術と文明はレグナス全土を覆い、宇宙航行はもちろん、時の流れすらも操り、レグナスは悠久の栄華を迎える。
それから数千年後、バファリア神族はレグナスを離脱して天空の彼方へと旅立ち、時は流れてレグナスに人類の時代が訪れる。かつての超技術による繁栄の再現を夢見た人類は各地に点在するバファリア文明時の遺跡へ足を踏み入れ、そこで失われた技術を発見・再現しようと試みる。しかし、同時にバファリア神族の残した記録の中で、すべての文明を滅ぼす「惑星の獣」の存在を知ることとなる。
レグナスの運命を巡って冒険がはじまる。

## ゲームシステム
三人称視点（TPS）のオンラインアクションRPG。
バトルシステムは「パーティVSパーティ」。敵パーティのAIがロール（役割）単位で実装されており、ヘイト値が高いプレイヤーキャラクターを優先して攻撃したり、盾持ちのエネミーが仲間を守ったりするなどの行動をとる。また、複数のエネミーが合体魔法を行ったり、横一列にスクラムを組んで突進攻撃を行うこともある。

### キャラクター作成
ゲーム開始時にプレイヤーキャラクターの作成が可能で、性別や顔、体型などを調整でき、プレイ中に入手した衣装に着替えることも可能。体格は男女共に3パターンから選択できる。身長や肉付きはスライダーから変更できるが、身長スライダーは上げれば頭身が上がるようになっており、肉付きは膨らむ箇所とそうでない箇所の緩急がつく。
ゲームを進めると「エステサロン」でカスタマイズの幅が増えたキャラクター作成が行えるようになる。

### キャラクターの強化
バトルスコア
キャラクターの強さを端的に示す値。武器やバトルイマジン、エンハンスイマジンをアップグレードしていくことで上昇する。バトルスコアは各ミッションに挑戦する際の指標となっており、適正バトルスコア以上にならないと挑戦できないようになっている。
バトルビルド
コマンドメニューから装備している武器やイマジンの情報を確認・編集ができる。また、スキルパレットにバトルの主力となるクラスごとに異なるタクティカルスキル、クラスの長所を伸ばしたり、短所を補ったりするクラスアビリティをセットすることで使用可能になる。
武器
職人広場にある「転球錬成儀（てんきゅうれんせいぎ）」でクラフト（制作）が行える。クラフトには武器に応じたレシピと素材が必要となる。レシピはアドベンチャーボードやクエスト、ミッションの報酬などで入手できる。
バトルイマジン
戦いをサポートするイマジン。装備することでステータスが上昇し、フィールドやダンジョンなどで「イマジンスキル」が使用できるようになる。エネミーへの直接攻撃やプレイヤーの補助など、その効果は様々。最大2つまで装備できる。基本的にはモンスターやNPCを呼び出すというものだが、「覚醒バトルイマジン」と呼ばれる、通常の召喚とは別にバトルイマジンを憑依させて一定時間特殊な効果を得られるものもある。フェステやアインレインなど、主要な登場人物をモチーフにしたバトルイマジンは「EX・B-イマジン（エクストラバトルイマジン）」と呼ばれる。
エンハンスイマジン
身に着けた者の能力を引き上げてくれるイマジン。一般的なRPGにおける防具に近い。5つのシンボルがあり、各シンボルごとに1つずつ装備できる。
冒険者ランク
開拓局に登録された冒険者の練度、強さなどの総合的な指標を示すランク。特定のアドベンチャーボードをクリアして、開拓局の案内嬢ミューリィに報告するとランクアップの手続きができる。冒険者ランクを上げると武器やエンハンスイマジンなどの装備のクラフト制限の解放、これまで入ることのできなかったエリアの解放、次の冒険者ランクアップ用のアドベンチャーボード獲得など様々なメリットがある。
クラスレベル
クエストの達成やエネミーの討伐などで得られる経験値でレベルが上昇し、クラスごとに保持される。クラスレベルが最大まで到達した後に経験値を得ると経験値ゲージにストックされ、ゲージが最大まで溜まると専用トークン「エクシードフラム」を入手できる。

### その他の機能
マウントイマジン
乗り物として活用できるイマジン。騎乗すると街中やフィールド、自由探索などで素早く移動することができる。マウントイマジンは装備することで使用可能になる。ダッシュエネルギーを消費することでダッシュすることができ、DASHゲージが0になるとダッシュができなくなるが、ダッシュをしていない状態だとゲージが自然回復する。街中ではDASHゲージが消費することはない。マウントイマジンにはフォックス系のランドフォックスや、大型馬のシャギランなど様々なものが存在する。
限界突破
同じ装備品と専用の素材を消費することで、武器やイマジンなどの装備パラメータなどを変化させることができる。

### 施設
資産管理窓口
倉庫に預けているアイテムや装備品の確認、売却、取り出しができる。また、「バトルビルド」の編集や変更もできる。倉庫はアステルリーズなどの街に複数設置されている。
エステサロン
キャラクターの外見を変更することができる。初期のキャラクタークリエイトで選べなかった髪型や顔パーツ、ペイントなどが存在する。外見の変更と保存はいつでも可能だが、変更した外見をキャラクターに反映するには「エステチケット」が必要になる。
カラーリングショップ
所持している衣装のカラーを変更することができる。カラーは明度や彩度の調整も可能。変更後のカラーを衣装に反映させるには「着色染料」や「調色剤」が必要になる。着色染料は色ごとに分かれており、衣装によって必要な色と数は異なる。また、染色できない衣装も存在する。
メモリスタンド
活性化したリキッドメモリを使用した飲み物を提供しており、飲むと能力を一時的に高めることができる「リキッドメモリ効果」が得られる。リキッドメモリ効果は「採取での入手個数増加」など様々で、一定回数行動を行う、一定時間経過するなどで効果が消える。リキッドメモリは同一効果のビンを複数本所持し、一度に飲むと使用回数や効果量をアップさせることができる。また、複数のリキッドメモリ効果を同時に得ることもできる。リキッドメモリはクエスト報酬や宝箱から入手することができる。
武器改造師
「プラグ装着・除去」、「プラグチューニング」、「ソケット増設」など、様々な方法で武器を強化することができる。
イマジン研究所
素材とルーノを消費することでバトルイマジン、エンハンスイマジンのクラフトや、イマジンの限界突破を行うことができる。
記念品交換所
「GC」や「エクシードフラム」などの通貨やチケットを使用して、装備やアクセサリーなどの様々なアイテムと交換できる。
マウントキャラバン
所持中のマウントイマジンをフィールドやダンジョンに派遣すると、お礼として売却専用アイテムなど様々な報酬を獲得できる。派遣時間に応じた報酬をもらうことができ、同時に複数の依頼を達成することで、より多くの報酬をもらうことができる。新たなフィールドやダンジョンを探索することによって派遣先が増えていく。派遣中のマウントイマジンは装備することで通常通り使用することができる。

### エリア・フィールド
転送ポータル
街の各所やフィールドに設置されている空間転送装置。触れて登録すれば使用できるようになり、各転送ポータル間を自由に移動することができる。
採取
フィールドや自由探索で草木や岩などが光り輝いている場所が採取スポットとなっている。採取できる素材アイテムは「植物」「鉱物」「水棲」の3つに分類され、採取スポットの上に種類別のアイコンが表示される。一度採取すると消滅するが、一定時間経過するとスポットが復活し、再度採取することができる。
ネームドエネミー
フィールドや自由探索で特定の条件を満たすと出現する特別なエネミー。特定のエネミーを倒し続ける、昼または夜のみ出現する、プレイヤーが複数人集まることで出現するなど、出現条件は様々。通常のエネミーより強力で、倒すとバトルイマジンの「イデア」を入手できる。
放浪の美食屋
フィールドの各地に佇んでいる、冒険者を支援するNPC。世界を放浪し、その地域の食材を使った料理をプレイヤーにふるまう。料理を食べることで一定期間、美食屋の服の色に沿ったバフ効果を得ることができる。
キャンプ
フィールドの転送ポータル近くにはキャンプのできる場所があり、キャンプの中心にある焚火の近くで座ることでHPを早く回復させることができる。
2023年11月のアップデートから、フィールドや自由探索のキャンプや転送ポータルのある村に「メモリスタンド」が設置されるようになった。
ハッピーナッポ
フィールド上で隠れるように佇んでいるピンク色の生き物。イースターエッグ的な要素で、各ゾーン内に数匹ずついるハッピーナッポを全て見つけると、報酬として「称号」と「GC」を獲得できる。近くに寄ると鳴き声が聞こえ、これを頼りに探すことができる。

### クエスト
受注クエスト
メインクエスト
ゲームプレイの主軸となるメインストーリーであり、進行に伴い新たなダンジョンやフィールドが解放されていく。
サブクエスト
街の人や開拓局の受付嬢などから受注するクエスト。クエストを受注できる場所はマップ上で青いアイコンで示されるが、マップに表示されない隠しクエストも存在する。
チュートリアルクエスト
基本的にはサブクエストと同じだが、カラーリングショップやメモリスタンドなどの施設開放や、クラスチェンジやリキッドメモリなどの機能の説明をしてもらえるものなどがある。
クラスクエスト
各クラスのパートナーと共にクラスの基礎を学ぶクエスト。クエストクリア後、一定レベル以上になると開拓局からそれぞれのクラスごとに設けられた「闘士の護符ボード」を入手できるクエストを受注できるようになる。
キーキャラクタークエスト
メインクエストに登場するキャラクターから依頼を受けたり、キャラクターを深く知ることができるクエスト。報酬としてアドベンチャーボードが手に入る。
チャレンジクエスト
特定の条件を満たすと発生するクエストで、マップ上に出現した「ネームドエネミー」に近づくと発生する。制限時間内にネームドエネミーを倒すとクエスト成功となる。
アドベンチャーボード
提示された課題をクリアすることで、様々な報酬を受け取ることができるボード。複数のクエストがツリー状になっており、最後までクリアすると特別な報酬がもらえる。冒険者ランクアップにつながるボードも存在する。また、クラスマスターのチュートリアルクエストと、クラス別に用意されたサブクエストをクリアすることで入手できる「闘士の護符ボード」が存在し、課題をクリアすることで「闘士の護符」を入手できる。「闘士の護符」をクラスマスターに渡すことでタクティカルスキルを強化できるようになる。
配信クエスト
期間内に課題をこなすことで報酬がもらえるクエスト。毎日配信される「デイリークエスト」、週に1回配信される「ウィークリークエスト」、シーズン期間中に挑戦できる「シーズンクエスト」、イベントに合わせて配信される「ボーナスクエスト」などがある。
ウィッシュリスト
クラフト画面などで登録したレシピを表示し、素材アイテムの所持数や入手方法を確認できる機能。

### ミッション
追加調査
1人または現在のパーティでダンジョン攻略を行う。メインシナリオで訪れたダンジョンをもう一度プレイするミッション。メインシナリオに登場しないダンジョンの場合は「調査」となるが、内容は同じ。さらに高難易度の「上級調査」、より難易度が高く強力な装備品が入手できる「上級調査改」もある。
自由探索
特定のダンジョンクリア後、 またはその他の条件で制限時間なく探索ができるコンテンツ。
ラッシュバトル
闘技場において集団で戦闘を仕掛けてくるエネミーを次々に倒していく、冒険者の腕試し用コンテンツ。
タイムアタック、スコアアタック
他プレイヤーとランキングを競うコンテンツ。
連綿の塔
制限時間内に戦闘不能にならずに高い階層を目指すコンテンツ。各階で特定の条件をクリアすることで上の階に登れるようになっている。
レイドミッション
最大30人で巨大エネミーに挑戦できる大人数参加型のバトル。各地のフィールドに点在する「星脈孔」からレイドミッションの場所へ移動できる。戦闘後のリザルト画面では自身の評価内容や報酬と、戦闘に貢献した順のランキングが表示され、上位に入賞すると報酬にボーナスが追加される。レイドミッションは大きく分けて3種類あり、デミドラゴンと戦う「虚空の浮島」、デザートイーターと戦う「騒嵐の大地」、フォレストリーパーと戦う「深淵の骸野」がある。
防衛戦
最大18人のプレイヤーが力を合わせ、多数の敵から防衛目標を守るコンテンツ。防衛目標を囲む「エングラムウォール」を制限時間中に守り切る、またはボスを撃破すると勝利となる。

## クラス
特徴の異なる様々なクラスが存在する。装備中の武器を変更することでクラスチェンジすることができる。
イージスファイター
武器は剣と盾。唯一防御行動が可能であり、ヘイト管理スキルや高い耐久性能によりチームの生存力を高める近距離攻撃クラス。
ツインストライカー
武器は二本の斧。攻撃回数を重ねることで攻撃威力が上昇し、周囲に回復効果も付与できる万能な近距離攻撃クラス。
ブラストアーチャー
武器は弓。遠距離射撃を軸とし、回復・補助・状態異常付与などのサポートにも長けた遠距離攻撃クラス。
スペルキャスター
武器は杖。前衛から距離を置き、高威力で多彩な属性攻撃を扱う遠距離攻撃クラス。
ヘヴィスマッシャー
武器はハンマー。一撃の威力に特化し、射出可能な重量級のハンマーで戦線を維持する近・中距離攻撃クラス。
高い耐久力を有し、雑魚敵をまとめて排除する近接攻撃が特徴。
ブリッツランサー
武器は槍。軽快な動きが特徴で、敵に「刻印」を付与して様々な効果を発揮する近距離攻撃クラス。
刻印の付与の順序を常に念頭に置く必要があり、素早い入力と攻撃方法の組み立てを楽しむことができる。刻印付与を効果的に扱うことができれば、高威力な範囲攻撃を放つことが可能。
ビートパフォーマー
武器はギター。音楽を奏でることで、味方にバフや回復などの支援を行うサポートに長けた遠距離クラス。
アンプを設置し、攻撃やスキルを干渉させることで効果範囲を拡散できる。

## 登場人物

### 主要人物
プレイヤーキャラクターと、メインクエストにおいて共闘するキャラクターたち。主人公を除く7人はオープニングテーマ「ミライ」初回盤Bのジャケットアートワークにも描かれている。
プレイヤー
声 - 水中雅章、木内秀信、田谷隼、徳留慎乃佑、浅沼晋太郎、木内太郎（男） / 田所あずさ、水沢史絵、千菅春香、小原好美、小岩井ことり、内山夕実（女）
本作の主人公。プレイヤーの分身。失った記憶を求めて冒険者登録をし、依頼を受けて様々な土地を巡ることになる。
フェステ
声 - 日高里菜
アステルリーズに住む亜人の少女。「崖の遺跡」でゴブリンから助けられたことで主人公を気に入り、行動を共にすることになる。
見た目は少女だが年寄りめいた口調で話し、「永遠の美少女」を自称している。抜け目のない性格で、主人公を言葉巧みに騙して下僕契約書にサインさせ、自分の「下僕」にする。4年前に街の外で倒れていたところをコイン亭亭主に助けられ、以降コイン亭に住み着いている。お金に目がなく、借金返済のために主人公を働かせることを目論むが、面倒見のいい一面も持っている。主人公を下僕呼ばわりするが、理不尽な服従を迫ることはなく、相棒のような存在である。彼女も記憶を失っており、記憶喪失の主人公に共感を抱いている。不思議な歌詞の子守歌を得意とするが、詳細は本人にもわかっていない。
目くらましを使って敵をまくのが得意。バトルにおいては支援タイプのキャラクター性能で、スタンを付与する瓶を敵に投げつけたり、プレイヤーを応援してバフを掛けたりする。
ジェイク
声 - 興津和幸
「トップオブトップ」を自称する冒険者。言動は軽いがアステルリーズでは名の知れた人物で、冒険者のまとめ役も担っている。主人公は彼に推薦人になってもらい、開拓局に冒険者登録することになる。フェステとは顔見知りの関係だったが、主人公の冒険者登録をきっかけに共に冒険をする仲になる。ミューリィ一筋だが、その想いはなかなか届かない。
アインレイン
声 - 山口愛
バファリア教の最高位に位置する「神託の巫女」。バファリアの神の言葉を神託として授かり、人々に伝える役割を持つ。物静かで儚げな雰囲気を持った少女で、神託に従って主人公の手助けをする。歌が好きだがその歌声はたどたどしく、お世辞にも上手いとは言いにくい。
エーリンゼ
声 - 茅野愛衣
「クロノリープ」によって時間を超えてやってきた女性。1000年後の未来から現代の「神懸の御柱」に降り立った。おっとりとしており少し天然で世間知らずだが、芯は強い。特殊な生体エングラムの持ち主で、解放の儀により時空に干渉し、アバリティアの捻じれた因果を元に戻して解放することができる。滅びの未来からこの星を救うためにアバリティアの解放を続けており、主人公とフェステはその手伝いをすることになる。その正体はバファリア神族の皇女であり、未来への帰還時に主人公とフェステに打ち明けた。
ティリス
声 - 瀬戸麻沙美
エーリンゼの従者を務める女性。彼女と共に未来から「神懸の御柱」に降り立った。エーリンゼのただ一人の護衛ということで気丈に振る舞っており、アバリティア解放のことや重大な秘密である「クロノリープ」を知った主人公とフェステに「協力か、死か」と非情な選択を迫る。しかし無理強いは本意ではなく、協力すると答えた主人公たちに頭を下げ、その後フェステの口車に乗せられてうっかり下僕契約書にサインする。先に下僕になった主人公のことを「先輩」と呼ぶ。モンスターをデフォルメした女児向けの人形シリーズ「ギルバートファミリー」のマニアという一面を持つ。
カーヴェイン
声 - 石川界人
バーンハルト公国の騎士団員である青年。実直で正義感に篤いが、少々そそっかしい面がある。「音無き都」を調査していた際にアバリティアとの戦いで倒れるが主人公に助けられ、その強さに感服して「師匠」と呼ぶようになる。また、助けられた礼に一番の宝物である黒いイマジンシードを渡している。
シャルロット
声 - 千本木彩花
ジルウェット旅一座で活躍する新進気鋭の歌姫。明朗快活で、自らの危険を顧みずに他者を助けようとする行動力の持ち主。決め台詞は「私の虜にしてあげる」。正体不明の武装集団に狙われており、カーヴェインに護衛されることになる。

### 主人公の協力者
コイン亭亭主
声 - 中田譲治
フェステが世話になっている双面コイン亭の亭主。フェステには宿代を踏み倒されており、嫌味を言い合うこともあるが互いに信頼は厚い。
アステルリーズには10年以上前から店を構えており、当初さびれてつぶれかけだった酒場を立派な店に作り上げた。4年ほど前に街の外で腹を空かせて倒れていたフェステを拾い、飯を食わせて宿を提供するが、すっかり居つかれることになる。放蕩息子の自分の代わりに実家を継いでいる弟がおり、イマジンシードで連絡を取っている。主人公にもフェステにも明かしていない、ある秘密がある。
ミューリィ
声 - 菅沼千紗
アステルリーズ開拓局の案内嬢であり、総合案内係を務めている。冒険者ランクを上げるための昇格試験は彼女から受ける。ジェイクから言い寄られており、うまく断れなくて悩んでいるとフェステに言ったことがあるが、ジェイクに恋人がいると勘違いしたときはショックを受けたそぶりを見せ、さらに二股をかけたと勘違いしたときは怒りを爆発させた。
ミルレーネ
声 - 日笠陽子
ミンスターホルンに住む学者の女性。古代文明の謎の解明に打ち込む歴史学者で、歴史に関することには目がない。師であるワールキンとは古代文明について議論を交わしている。歌が得意で、研究資金集めのために酒場や道端で弾き語りをすることがある。「巨塔の遺跡」の現地調査から戻ってこないワールキンを探してもらうよう、主人公に依頼する。
メルロウフ
声 - 村瀬歩
「放浪者」を名乗る謎の少年。主人公の行く先々に現れ、意味ありげな視線を向ける。初登場時には「巨竜の爪痕」でアバリティアを討伐した主人公の前に空から現れ、「来者」という謎のつぶやきを残す。1000年後の未来でも変わらぬ姿で存在しており、アバリティアシェルによる文明崩壊を防ぐために主人公の手助けをする。人を助けるのが自分の役割だと語っており、英雄の資質を持つ子供を助け、導くために各地を巡っている。カーヴェインの師匠でもあり、幼少期の彼の修行を見守っている場面がある。

### バファリア教団
ワールキン
声 - 手塚ヒロミチ
ミルレーネの師であるバファリア教の三等神官。バファリア教の歴史を研究する史学者でもあるが、その研究が行き過ぎて教団の本部から左遷され、あらゆる宗教遺跡への立ち入りを禁じられている。研究一筋で運動は苦手だが、思い立ったら即行動の人物。彼が住むミンスターホルンでは変わり者扱いだが、たぶんいい人とも評されている。
リュゲリオ
声 - 桐本拓哉、木下浩之
バファリア教のアステルリーズ神官長。冷静沈着な性格で、アインレインのお目付け役を務めている。バファリア教史上、類を見ないほどの異例の出世を遂げた人物。自分はアインレインを叱る役目と考えており、彼女が疲れている際は別の者に世話をさせるなどして配慮している。信仰心に篤く職務に忠実な人物で、教団が抱える問題に苦心している。
エレクトラ
声 - 伊藤静
バファリア教の巫女。教団に入ってまだ日が浅いが、忠誠心と信仰心を認められてアインレインの護衛に抜擢された。その強さと美しさと優しさを慕う女性信徒もいる。
ララフォルテ
声 - 大橋彩香
森の民の血を引く女性。バファリア神官であり、星霊祭の重要な役目を担う「星霊の歌姫」でもある。喉を傷め、療養のために神殿を離れてラウェハラ岬の「ププハウス」に部屋を借りて暮らしている。

### 竜族
ヴォルディゲン
声 - 武内駿輔
圧倒的な力で竜族を束ねる「竜王」。歪みの存在であるアバリティアと化しており、他のアバリティアを喰うことで己の力を高めている。太古に竜族とバファリア神族の争いがあった時代の竜王であり、バファリア神族によって封印されていたがエーリンゼたちのいた時代で目覚め、竜族復権を目指して大戦争を起こした。その後、エーリンゼたちがアバリティア解放を計画していると聞きつけて現代に現れる。長い竜族の歴史の中でも突出した力を持ち、2000年以上前の武勇伝が今も語り継がれている。人間を羽虫扱いし容赦なく殺戮を行うが、強者を好む傾向があり主人公を認める発言もする。
フレルベ
声 - 伊藤静
ヴォルディゲンの忠実な部下である高位竜族。「双烈鋭竜」の異名を持つ。普段は人型をとっているが、本性を現すと巨大な竜となり、凄まじい破壊力を秘めた電撃を操る。
リーンブルム
声 - 竹田雅則
バーンハルト騎士団と協力関係にあり、騎士団員を従える竜族。数少ない知略に長ける竜族で、バーンハルト公国を内側から切り崩すために公国に潜み暗躍する。アルストン廃坑への道中で主人公たちがバーンハルト騎士団と遭遇した際に上空から飛来し、主人公たちを殺せという命令を背いた騎士団員たちに猛毒を吐き出し、その命を奪って飛び去った。ヴォルディゲンの配下ではあるが彼を全く敬っておらず、竜族の中でも好き勝手に行動している。竜族の集落にいる連中からはあまり良くは思われておらず、ヴォルディゲン亡き後は同志を集めて一部の竜族と手を組み始めるが、彼らを下僕のように扱っているという。
エルニゲス
声 - 山本格、間宮康弘
「炯眼猛竜」と呼ばれる竜族の老将であり、ヴォルディゲンの盟友でもある高位竜族。バファリア神族とも交戦したことがある歴戦の武人で、強者との戦いに身を置くことを至上の喜びとする。「祖霊の墓所」の奥に現れたアバリティアシェルを奪い取るために、森の民との不可侵の盟約を破り侵攻を開始する。
アヴニンテ
声 - 小林千晃
ヴォルディゲンの第一の側近。「謀才智竜」と呼ばれる竜族には珍しい知略家で、交渉や策謀などの能力に秀でる。丁寧な言葉遣いで物腰柔らかな雰囲気を持つ。祖霊の墓所に現れ、命を賭してアバリティアシェルを奪取したエルニゲスを労った。
ウルガルム
声 - 真木駿一
「剛筋豪竜」と呼ばれる、巨体と怪力を誇る竜族の戦士。アヴニンテと共に祖霊の墓所に現れた。
シアナ
声 - 本泉莉奈
竜族の集落「ヴァルムラント」に住む女性。
ドーレン
声 - 柳田淳一
ヴァルムラントに住む男性。

### バーンハルト公国
ダンケルク
声 - 小山力也
バーンハルト公国騎士団長。「人類最強」とも称えられる人物で、武勇に優れ、礼節を重んじる。病に伏した公王に代わり、高等文官ユーゴと共にバーンハルトの執政を担っている。妻は15年以上前に亡くなっている。
ヴェロニカ
声 - 甲斐田裕子
バーンハルト公国騎士団副団長。冷静な判断力でダンケルクを忠実に補佐する女性。ダンケルクに秘めた想いを持つ。
ヨルク
声 - 逢坂良太
バーンハルト公国の文官である青年。ダンケルクの息子。アインレインとカーヴェインとは幼馴染で親友関係。虫が大の苦手で、小さなものを見ただけでも血の気が引くほど。ダンケルクに内密に行動しており、カーヴェインとアインレインに協力してもらって何かを探っている。また、幽閉された公王の言葉を誰かに伝えようとしていた。
ユーゴ
声 - 三木眞一郎
ダンケルクと共にバーンハルト公国の執政を担う高等文官。非常に優秀だが、大の女性好きで知られる。
公王ノルベルト
バーンハルト公国公王。病気療養中だったが、クロノリープによる歴史改変により主人公たちが知る歴史とは食い違いが発生し、竜族による公国襲撃の際に暗殺されることになる。

### バファリア神族
バシュラール
声 - 堀内賢雄
バファリア神族の思想集団「ゾルキシア」の幹部。ティリスの上官であり、1000年後の未来から彼女に指示を出している。エーリンゼの行っているアバリティア解放には反対しており、アバリティアシェルによる「惑星の獣」の制御を目論んでいる。
アデライード
声 - 大原さやか
カーヴェインの母。かつてはバファリア神族の誇り高き戦士だった。

### 森の民
原老カヴァ・アクは厳密には森の民ではないが、便宜上ここに記載する。
カパクク
声 - KENN
森の民の集落「ウルラウ郷」の門番を務める青年で、ララフォルテの幼馴染。メインクエストでは主人公とも共闘する。
ピピマルカ
声 - 小笠原亜里沙
ウルラウ郷を統治する森の民の女王。
ルルマナ
声 - 久野美咲
ピピマルカの娘。
原老カヴァ・アク
声 - チョー
森に一人で住む、「原老」と呼ばれる風変わりなナッポ。ピピマルカとは古くから親しくしており、彼女の幼少期を知る唯一の者だが、かなりの偏屈もののため森の民からは敬遠されている。「様」を付けて呼ばないと怒るが、大好物の「ナッポのおいしい水」さえあれば機嫌が良くなる。

### その他の人物
フオヴィ
イマジン研究所の職員。アステルリーズの職人広場にいる。主人公の冒険者登録試験の課題として「武器クラフト」について教える。
ポワリエ
フオヴィの姉で、イマジン研究所の見習い職員。主人公の冒険者登録試験の課題として「エンハンスイマジンのクラフト」について教える。いつか正規職員になることを夢見ている。
クラスマスター
全てのクラスを極め、司る者。普段はアステルリーズ開拓局で武の道の探求に努めている。主人公にクラスチェンジについての助言を授ける。
イー
アステルリーズなどにいるマスコット的な存在。愛称は「イーちゃん」。バファリアの遺産がきちんと動くように、街全体のエングラムの流れを調整している。自身がエングラム切れを起こすと、ひっくり返って動けなくなる。
ナッポ
どこからかやってきた不思議な生物。緑色と紫色の2種類がよく見かけられる。緑色の方が元々の種族で人間とも仲が良いが、いつの頃からか紫色の危険なものが現れるようになった。見た目はパイナップルに似ている。
ティア
声 - 久間梨穂
ガシャの演出で登場する少女。
ヴァーレン、カルネラ
大資産家にして大蒐集家である「キングコレクター」の使いであり、記念品交換所スタッフを務める2人組の男女。マンスリーイベントでは彼らから依頼を受けることになる。

### クラスクエストの人物

#### クラスパートナー
クラスクエストにおいて、共に各クラスの基礎を学ぶパートナーたち。
コーズ
声 - 星野貴紀
イージスファイターの男性。経験を活かして、イージスファイターの戦い方を若い者に教えたりしている。駆け出しの冒険者だった頃、リッツェを襲っていた「炎獄」と呼ばれるオーガの討伐を請け負っていたが、敵わないと思い逃げ出したという過去を持つ。それ以降、後ろめたさからリッツェには行っていなかった。
マヌエル
声 - 石毛翔弥
ツインストライカーの青年。英雄アヒムに憧れており、彼のような伝説の存在になりたいと思っている。リッツェ出身で、一緒に村を出てきた幼馴染の友人と共にツインストライカーのチーム「双斧の咆哮」に入っていたが、友人が戦闘の辛さから冒険者もチームも辞めて田舎に帰ったためショックを受ける。
リリ
声 - 和氣あず未
ブラストアーチャーの少女。修行中の身で、モンスター討伐などの依頼を受けて腕を磨いているが、一人では寂しいため一緒に練習できる友達を探している。弓を教えてくれた兄が「スカイサーペント」にやられており、兄の無念を晴らすためにスカイサーペントを追い、討伐することを考えている。
セーラ
声 - 藤原夏海
スペルキャスターの女性。事情によりスキルが使えない状態となっており、その状態を脱するために様々なエングラムの収集を主人公に依頼する。実はセーラが呼び出したイマジン「スラフト」が彼女の体に取り憑いた状態で、スラフトの意識が勝っておりセーラ自身は話すことができなくなっている。スラフトは彼女に体を返すために特殊な儀式を行おうとしており、それに必要なエングラムを集めている。
マスキエッタ
声 - 小市眞琴
ヘヴィスマッシャーの女性。師匠から「冒険者は依頼人を笑顔にする」と教わっており、師匠のようなヘヴィスマッシャーになることを目標としている。また、師匠からの言いつけで、修行の一環としてどこかにいる師匠を探す旅をしている。
カラント
声 - 山下大輝
ブリッツランサーの少年。世話になった先輩のブリッツランサーに憧れており、自分も強くて頼もしい先輩になりたいと思っている。しかし、モンスターと戦うのは得意ではなく、一対一で敵と対峙すると怯える癖がある。
グレン
声 - 土岐隼一
ビートパフォーマーの青年。他のクラスに比べて歴史が浅いビートパフォーマーの魅力を皆にアピールしようと考え、誰も引き受けないような依頼をこなして評判を上げようとしている。

#### 関連人物
アヒム
ツインストライカーの英雄。マヌエルの憧れの人物で、大昔の竜族との戦いの中、絶望的な状況を圧倒的な強さでひっくり返したという伝説を持つ最初のツインストライカー。生まれはリッツェがあるところで、元々は木こりだったが、竜族に妻と子を殺されて戦いに身を投じ、西バーンハルト半島で多大な戦果を挙げた。伝説にはゴブリン討伐の話もあり、ツインストライカーの教本にもそのエピソードとそれになぞらえた戦い方が解説されている。
スラフト
声 - 藤原夏海
500年前のスペルキャスター。「『博覧の』スラフト」の異名を持つ。エングラムの解析に大きく寄与した功績で知られており、探求心に満ちた冒険者たちを中心に根強い人気がある。
エメライン
スペルキャスターの始祖である女性。バーンハルト領内の小村で生まれ、村が竜族に襲われたときに炎と吹雪を駆使して撃退した。彼女のエングラム操作は極めて精緻で、様々な自然現象を望んで引き起こしたといい、スペルキャスターのスキルの原型となっている。古い時代のため詳しい人物像や事績ははっきりしていないが、その生涯をかけた物事への探求に敬意を表し、後世のスペルキャスターは探求心を大切にしている。「鎮まりの山麓」のどこかに彼女の墓標があり、それを探すのが現代のスペルキャスターの探求課題の一つとなっている。
ルーゲル
カラントのブリッツランサーの先輩。伝説の槍「ゼニスシャフト」を探している。
ナドリス
植物の調査員。調査のために採取したい植物が「アンドラ盆地」近辺で成育しているが、ゴブリンの集落があって危険なためビートパフォーマーに手伝いを依頼する。

### サブクエストの人物
エイナル
リッツェからアステルリーズにやってきた新人の役者。父親は鉱夫の親方であり、自身も採掘人として非常に高い才能を持っていたが、役者の夢を諦められず家を出た。芸術が盛んなアステルリーズで座長に気に入られ、舞台でダンスをやることになるが、田舎から出てきたばかりで都会の音楽やリズムに慣れておらず、主人公にダンスのお手本を見せてほしいと依頼する。
ヘリット
アステルリーズの配達人。のんびり屋で、何かに気を取られると周りが見えなくなる性格。配達そっちのけで空を見上げており、主人公に配達を代わってほしいと依頼する。
ノア
アステルリーズのエステサロン前で立っている女性。引っ込み思案で自分に自信がなく、エステサロンで理想の姿になって新しい自分に生まれ変わりたいと思っている。
アンドール
アステルリーズの「廻る舵輪亭」前で立っている、釣りの伝道者を名乗る釣り人。釣りの普及に努めており、冒険者や街の人にも日々アピールを続けており、主人公にも釣りのやり方をレクチャーする。
リンゼイ
アステルリーズの代筆屋。ビーチ近くの住宅街に住んでいる。字が上手く、手紙の代筆などを仕事にしており、将来は書道家の祖父の跡を継ごうと思っている。
イシアル
アステルリーズ開拓局で働く司書。2階にある「レクトールの大書架」で資料の整理や本の貸し出しなどを担当している。子供の頃に冒険小説『ケオン冒険録』を何度も読み返しており、主人公の冒険者ケオンが初恋の人物。
ユスカ
書架に通う男の子。本が好きで、よくイシアルと話をしている。アステルリーズの学校に転入したばかりで、いつも本を読んでおり友達がいない。
セシル
開拓局局員。戦うことはできないが有能な人物。
レイニー
イマジン研究所の職員。武器の研究に携わっている。フオヴィとは同僚で、彼を深く慕っている。
マルシェ
カラーリングショップの見習い店員。物覚えが悪く、仕事のことは全部メモしている。カラーリングショップの新サービス「明度と彩度の調整」に必要な「調色剤」の材料の採取を主人公に依頼する。
ゴドー
裏の世界を生きた老人。長らく裏の世界に棲みつき、世の中を陰から糸引く連中を相手にしてきた。現在は静かに寝息すらも殺して休んでいるといい、主人公に死者の眠りを妨げる者「スプーキーゴート」を倒してほしいと依頼する。
パティ
メモリスタンドの見習い店員。まだ新人で接待の練習中。接客用語が苦手で、いつも店員の女性（パティは「お姉さん」と呼んでいる）に説教されている。
ハンナ
アステルリーズ神殿にいるバファリア神官の女性。主人公がアインレインの神託に選ばれた者であることを知っているなど、教団内の事情に詳しい。
ルーカス、クラウス
駆け出しの冒険者2人組。一緒に旅をしているが実はバーンハルト騎士団の脱走兵であり、2人とも訓練の厳しさに耐えかねて騎士団から逃げ出した。
ティエリ
新進気鋭のファッションデザイナー。オリジナルのファッションブランドを立ち上げる予定で、オープン準備の手伝いを主人公に依頼する。
ユーバンク
アステルリーズ警備隊小隊長。以前は闘技場で剣闘士として戦っており、強い者を見ると腕がうずくという。部下のために組んだ特訓メニューが危険すぎると上から注意されているが本人はそうは思っておらず、それを証明するために主人公に訓練をこなしてくるよう依頼する。
ニキ
見た目は幼い少女だが、その筋で知らない者はいないという暗殺者。目をつけられたら最後で確実に殺されると言われる。
ティーニ
どこかの屋敷で働いているメイド。「だるいわ〜」が口癖。屋敷から逃げ出したネコの捜索を主人公に依頼する。インドア派で外での仕事は専門外だといい、愚痴も多いがケガをした野良猫の手当てをするなど面倒見のいい一面もある。
オーレリー
アステルリーズの高名な彫刻家。テンションの高い人物で、芸術に自分の魂を表現している。
マチェイ
ミンスターホルンの農家で、牧場を経営している男性。ニワトリや羊に名前をつけて可愛がっている。
エルシ
ミンスターホルンにいる食肉解体屋の少女。家畜を襲うモンスターへの怒りに燃えており、過激な発言が多い。口癖は「○○・ザ・許すまじ!!」。
ブルーリン
ミンスターホルン生まれの吟遊詩人。マイペースな人物。得意な歌のジャンルは名産品。
メリス
ミンスターホルンの酒場で働いている女性で、ブルーリンの友達。幼なじみのロディに好意を寄せている。
カチュア
ミンスターホルンに住むメリスの従姉。婚約者であるヨアンが遠出をしており、彼の帰りを待っている。
ヨアン
カチュアの婚約者である冒険者。依頼された仕事だけではなく商人の護衛や手伝いも引き受けているため、いつも帰りが遅い。モンテノール渓谷でモンスターに襲われた後、行方不明になる。
ピサリィ
方向音痴の冒険者。すぐ迷子になることで有名だが冒険者としては優秀で、彼女に助けられた人は多いという。
フォルカー
ラルパルの医者。豪快な性格で、親父ギャグをよく言う。その性格と手当てが雑なことで子供たちからの評判は非常に悪いが、正直者で誤診はしないため親たちからはありがたい存在となっている。
インナート
バファリア神官。慰霊のためにベルクマール村跡を訪れており、ここに眠る人々の安寧を祈り、静けさを保つことを使命としている。
ファン・レクトール
400年前の冒険者兼学者。アステルリーズが独立した頃に活躍し、数多くの書物の収集に尽力し、後世に貴重な歴史を残した。しかし、アステルリーズに書物を運ぶ途中、バハマール高原で嵐に見舞われ遭難して帰らぬ人となった。開拓局は彼の遺志を継ぎ、様々な書物を彼の名を冠した「レクトールの大書架」に残すことにした。
ミーノ
「最強で孤高」を自負し、主人公を勝手にライバル視する青年。どちらが多くモンスターを討伐できるか勝負を挑んでくる。最初は「孤高の最強ソルジャー」を名乗るが、主人公との勝負に敗れるたびに「孤高の最強ヒーロー」、「孤高の最強バウンティハンター」などと名前を変えて登場する。
パナヨテ
サラムザートにいるバファリア教の神官。本人いわく生まれつき口と態度が適当な不良神官で、神殿の品位を汚すということでお偉いさんに睨まれているという。しかし、庶民からは頼りにされており、頼みごとをよく聞くため仕事が立て込むことも多い。
グイド
謎あるところに現れ、必ず真相を導き出すという自称天才名探偵。サラムザートで「連続ラクダ盗難事件」の調査をしているが、グイドに仕えるメイドのシンディによると、犯人捜索の依頼が来なかったため自分から首を突っ込んだという。グイドだけでは迷宮入りになるため、シンディが主人公に協力を依頼する。
マンフレード
サラムザートで農場を経営している資産家で大地主。自宅を改装中で、彫刻家オーレリーにヘッドボードを注文しているが、期日を過ぎても音沙汰がないため主人公に受け取ってきてほしいと依頼する他、冒険者ドゥルガーから買った呪われた赤い宝石のせいで畑にモンスターが現れるという災難に遭い、追い払ってほしいと依頼する。
カトレア
色々な儲け話を扱う交易商。優秀なビジネスパートナーを探しており、開拓局で主人公の評判を聞いて目をつける。現代では製法や技術が失われた工芸品をよみがえらせようと考えており、主人公に素材の調達を依頼する。
アンヌ＆シア
新商品を開発し、オリジナルの雑貨を売り歩いている発明家にして商人の2人組。商品を考えているのはアンヌだが、いつも行き当たりばったりのアイデアばかりで痛い目を見ている。シアは巻き込まれているだけで、アンヌの突拍子のない商品に対して冷静にツッコミを入れる役だが、毎回最後は暴走するアンヌを声を荒げて止める流れになっている。
ベン・ベンゲレール・ベンジャミン
世界一の蒐集家を名乗る人物で、人呼んで「キングコレクター」。底なしの蒐集欲を持ち、気になるものはなりふり構わずにかき集める生粋のコレクターだが、集めることと同様に配ることも好きで、皆がコレクションに興味を持っていると惜しみなくあげることもある。サブクエストの他にマンスリーイベントでも名前だけ登場し、彼がその時々で気になっているものを集めて彼の使いであるヴァーレンとカルネラのもとに持っていくと、様々な商品と交換してもらえる。

## 用語
亜人
太古からレグナスに存在している種族。フェステや森の民のように人間と共生する者もいるが、ゴブリン、ムーク、オーガ、ドゴルマン、ファットマン、ギルミー、マノーのように人間と敵対している者も多く、こちらはモンスターとして扱われている。ゴブリンやムーク、オーガといった亜人は集落を作って集団生活をしている。また、亜人には独自の文化や言語が存在する。フェステ自身は、今まで様々な亜人と出会ったが、自分と同じ種を見たことがないと語っている。
アバリティア
時空の歪みから生じる存在。存在するだけで時空を歪ませ、蓄積した歪みが星を吞み込み、遠くない未来に世界を滅ぼすとされる。一般には冒険譚などに登場する怪物としか知られておらず、神に背いた罪を負いながら、時空を超越して生きると言われる。各地域で未確認生物として目撃談が急増している。
一般には秘密にされているが、バファリア教団はアバリティアを捕らえて聖地に封じて、膨大なエングラムを効率よく回収して利用している。これは「アバリティア封印機構」と呼ばれる。バファリア神族は空の上から神託によりバファリア教団に指示を与え、アバリティア封印機構から回収したエングラムによって神族の文化は成り立っている。しかし、その結果としてアバリティアによる歪みが蓄積し、1000年後の未来ではアバリティアの歪みがもはや手に負えないほど肥大化することになり、エーリンゼとティリスがクロノリープでまだ歪みの少ない現代にやってきて、時空の歪みを解消するためにアバリティア解放を行うことになる。
アバリティアシェル
1000年後の未来でバシュラールの指揮のもと、他のアバリティアを制御する目的で作られた特殊なアバリティア。アバリティアシェルを操作するには特殊な生体エングラムを持つエーリンゼを取り込む必要がある。
疑似アバリティア
バファリア教のバーンハルト教区がバーンハルト公国と手を結び、より多くのエングラムを効率よくバファリア神族に捧げるために作り出した人工的なアバリティア。元々バファリア教団の一部の信徒が疑似アバリティアを作り出す実験を行っていたが、本来アバリティアは人の手で作れるものではなく研究が行き詰っており、1000年後の未来から現代の「天恵の聖堂」に現れたアバリティアシェルの体組織と人間を組み合わせることで疑似アバリティアを作り出すことに成功する。
イデア
エングラムと意思や記憶、心の動きが結びついた小さな結晶。バトルイマジンの核になるもので、イデアと他の素材を集めることでバトルイマジンをクラフトすることができる。様々な場所で見つかるが、モンスターを討伐することで入手できることが多い。
イマジン
生物の意思とエングラムが結びつき、イマジンシードと呼ばれる結晶を介して具現化したもの。イマジンシードは持ち主のエングラムを注ぐことで、様々な力を引き出すことができる。
戦いをサポートするバトルイマジン、身に着けた者の能力を引き上げてくれるエンハンスイマジン、乗り物として活用できるマウントイマジンなどがある。
エングラム
全ての生命が内包するエネルギーの総称。生物は体内のエングラムを活性化させてエネルギーを得ており、死亡するとエングラムは地表に吸収される。
生物と同じように、鉱石などの無機物にもエングラムが含まれている。何もしていなくても自然環境に含まれるエングラムがゆっくりと体に浸透するため、自分の生体エングラムが回復するという現象もある。
人々の生活にも役立っており、街灯の灯りに使用されたり、エングラム機関で大型クレーンを動かしたりしている。灼炎鋼（しゃくえんこう）というエングラムと鉄が地中深くで結びついた金属は耐熱性能が高く、自動車のエンジンなどに使われている。
エングラムが変質して生まれた不定形な生命体であるエレメント系のエネミーが存在し、エレメント系、ドラウグ系、リーパー系などのエネミーはエングラム変異体に分類される。
オムニストロン
エーリンゼやティリスなど未来から来た者が所持する、アバリティアを探すための装置。エングラムの観測でアバリティアの位置を推定できる。子機を持つ者と通話をすることも可能で、お互いの位置や情報が共有できる。また、声だけではなく文字を届けて手紙のようなやり取りもできる。
グローリーコイン
略称は「GC」。「記念品交換所」で装備やアクセサリーなど、様々なアイテムと交換できる通貨。
クロノリープ
時間を飛び越える行為。主にエーリンゼたちのように未来から来た者が使用する技術で、一部以外には許されない禁断の秘術。過去や未来に跳ぶことができるが、使用するには「神懸の御柱」の最上階にある装置と燃料である「クロノグラム」が必要。跳ぶ時間の幅が大きければ大きいほど、クロノグラムは大量に消費される。正確なクロノリープをするためにはそれに応じたクロノグラムと、クロノゲートを動かすための大量のエングラムが必要となる。
クロノグラム
クロノリープをするために必要な特殊な燃料。大量のエングラム、特に人の思念を基にしたものから精製される。大変貴重なもので、エーリンゼが用意できた量ではティリスと2人で1000年前に跳ぶのが精いっぱいだった。
クロノゲート
クロノリープを実行するための装置。現代で稼働しているクロノゲートは「神懸の御柱」の最上階にあるもののみ。クロノゲートの起動ワードは「アリシアのご加護を」で、これを知っているのは限られた者のみ。クロノゲートの傍には動力源となるアバリティアが封印されている。
星脈孔（せいみゃくこう）
地面からエングラムが噴き出している場所。世界各地に点在する天然の転送ポータルのようなもので、遺跡や洞窟など様々な場所につながっている。
星霊祭（せいれいさい）
バファリア教最大の祭典。神を称える神事で、古来より執り行われてきた。アステルリーズでは例年アステリア歌劇場で開かれ、星霊の歌姫がバファリアの神に歌を捧げる。
天紋（てんもん）
天空に浮かぶ紋。天上に住むというバファリアの神の残した証とされ、バファリア教の教典には「バファリアの栄光を示す証」とも書かれている。天紋は昼夜問わず見ることができる。
バファリア教
世界中で信仰されている宗教。教団の権威は非常に大きく、バーンハルト公国の存在感もバファリア教団が後ろ盾にいるからこそと言われる。総本山はバーンハルト公国にあり、アステルリーズは立派な神殿を持つが、バーンハルト教区のほうが歴史は古い。神官には階級があり、一番上の神官長とそれを補佐する一等神官が教団の中心を担い、その下に二等神官、三等神官と続く。その他に教団衛士がいる。バファリア教は歌を大切にしており、星霊祭では歌姫が聖歌を唄う。
バファリアの遺産
かつて惑星レグナスで栄華を極めたバファリア文明時代の遺物。バファリア教団の聖地や遺跡に数多く眠っている。現代のレグナスにとっては失われた技術であり、主に冒険者がそれを求めて遺跡などから発見する。バファリアの遺産の管理はバファリア教団が行っており、遺跡から発見されたものや、持ち出されたものなども記録を残している。バファリア教はそれらを人の手で用い、地上を豊かにすることを神への信仰の証としている。必要以上に遺跡を荒らすことは許されないが、教団が許可を出せば遺産を持ち出すことは問題ないとされる。冒険者が発見したバファリアの遺産は一度バファリア教へ持っていかれ、安全だとわかったら街の中などで使われるようになる。バファリアの遺産の使い方はバファリア教の神官から人々に教えられる。
自動車やアドベンチャーボードもバファリアの遺産であり、他にも一瞬で燻製ができる窯、食材を好きな大きさに切り刻める調理用のもの、食料を冷たくすることができる「鉄でできた水筒」、話した声を記録できるもの、別の場所の景色を壁に投影するランプなど様々なものがある。クアッドアーム系、スフィア系、トライポッド系、ゴーレム系などの機械系エネミーもバファリアの遺産に分類される。ゴーレムはバファリア文明において最も多く作られた主力兵器で竜族との戦争にも大量に投入されたが、現代のレグナスでは破壊されたゴーレムの残骸がいたるところに打ち捨てられている。
フラックス
アバリティアの「歪み」の影響を受けて凶暴化したエネミー。体が黒く目が赤く、異様なエングラムのもやをまとう特徴がある。エネミーの名前には「F」の略称が用いられる。
惑星の獣（ほしのけもの）
「旧文明を滅ぼした災厄」と呼ばれ、お伽話として伝えられる存在。その実態は高度に発展しすぎた文明が星に害を与えると判じた時に姿を現す「惑星レグナス」の防衛機構であり、時間から切り離された「虚数世界」において実在する。アバリティアとは虚数世界を通じて繋がっている。
マキナ
バーンハルト騎士団で広く活用されている、バファリア文明の技術によって様々なモンスターを機械化・改造して生み出された存在。試作型はプロトマキナと呼ばれ、マキナは「M」、プロトマキナは「PM」の略称が用いられる。マキナの中には失敗作として廃棄されるものがあるが、それが知らない間に動き出して、時々問題を起こすことがある。また、バーンハルト騎士団の管理下にいない野良マキナが街道や畑の辺りに出ることがあるが、騎士団は管理を離れたマキナなど存在せず、人々を危険にさらすなどあり得ないと存在を隠蔽している。
森の民
外大陸（がいたいりく）のコアニアニ森林で暮らす亜人の種族。姿や生活様式は人間に近く、古くから交流もある。両者の間に子供が生まれることもあり、ララフォルテもその1人。長寿であり、若々しい姿を保っているのが特徴。多くはウルラウ郷で暮らしているが、一部の者はジュビリアで人間と一緒に生活している。数百年生きるため、アステルリーズが独立した頃から交易を続けている者もいる。バファリア教との間に問題を抱えており、教団の関係者が郷（さと）に立ち入ることはできず、バファリアの遺産が持ち込まれることもない。竜族とも人間とも距離を置く独自の文化圏を築いており、竜族とは互いの領土を決して侵さないという不可侵条約を結んでいる。
森の洗礼
森の民に古くから伝わる儀式。外部の者はこの洗礼を受けることでウルラウ郷に入れるようになる。洗礼の内容は「花巡りの木群」に行き、その一番奥に咲く「星の花」を手に入れることであり、これが森に認められた証になる。星の花は光り輝く紫色の花で、それを守る守護者と戦い、認められた者のみが手に入れられると言われている。
来者（らいじゃ）
バファリア教の古文書の中でもごく一部に出てくる言葉で、「異邦人」を指す言葉。古文書では来者は特別な力を持つ者とされ、その特別な力を使って次々と周りを従えていったという。しかし、その力のために来者は古文書では異端者とされ、災いを起こす者とみなされることもあった。来者の力や知識はバファリア教の開祖と共通するものが多く、ワールキンの提唱する説では開祖も来者の一人であり、来者は別世界から来た人間だとされる。その実態はエーリンゼたちのように「クロノリープ」により未来からやってきた者のことであり、それをかつての人々が「来者」と呼んだ。
竜族
人間や他のモンスターを遥かに凌駕する力を持つ種族。太古の時代にはバファリア神族と争い、人間とは数百年前からの争いの歴史がある。現代に現れた竜王ヴォルディゲンがトップに立ち統率するようになってから活性化し、バーンハルト公国やバファリア教団の聖地を襲撃する。レイドミッションの討伐対象となるデミドラゴンは竜族の中では最下級の存在だが、それでも冒険者にとって圧倒的な脅威となり、開拓局を中心に大規模な討伐作戦が展開される。
ルーノ
この世界で使われている通貨。クエストやミッションの報酬や、アイテムの売却などで得ることができる。

## 地名
神秘の光「エングラム」に彩られた「惑星レグナス」が舞台。各地にバファリア文明の遺跡が点在しており、今なお生きている古代文明の技術が時代を超越した光景を広げている。
アステルリーズ、サラムザート、バーンハルト公国を含む「マグナ大陸」の他、大海を隔てた場所にある「外大陸」が存在する。

### 街・村・城
交易都市アステルリーズ
最初の拠点となる街。マグナ大陸の南端にあり、近隣でも最大の商業都市。活気があり明るい雰囲気の街で、様々な施設が存在する。中世のような雰囲気を感じさせつつも、建造物などは近未来的な要素も持っている。
独立したのは400年ほど前で、その頃は未開拓でいくつかの家と畑があるだけだった。政策は議会とバファリア教と開拓局の3つの組織が話し合いながら決めている。名産は魚介類でシーフードが名物だが、カニだけは例外で、何でも食うため「海を食い荒らす」と漁師たちに嫌われており、アステルリーズのバファリア神殿でもカニを食べるのは禁忌とされている。アステルリーズ港からバーンハルト公国やラウェハラ岬への定期船が出航している。
開拓局
世界中の冒険者を支援する組織。仕事の紹介所のようなもので、冒険者登録をすることで依頼を受けれるようになる。受付嬢からクエストの受注と報告ができ、メインクエストの進行などに応じてクエストが増えていく。依頼を受けて達成すると報酬が渡され、難しい依頼になればなるほど報酬内容は良くなる。正式な冒険者になるには、試験を受けて開拓局に登録する必要がある。
1階にはクエスト受付、資産管理窓口、記念品交換所、マウントキャラバンの受付がある。1階中央には開拓局に寄せられた依頼やお知らせ、各地の情報などが張り出されている。2階の「レクトールの大書架」では調べものができ、一部の本の貸し出しも行っている。開拓局では書物の収蔵を進めており、この書架はそのために作られた。「レクトールの大書架」はアステルリーズが独立した頃に活躍した偉大な冒険者の名前を冠している。
開拓局前広場には、イマジン研究所や武器改造師などの装備に関連した施設が並んでいる。
ショッピングモール
正式名称は「イエロー・ルーフ・マーケット」。アステルリーズ南東にある、黄色い屋根が目印の建物。カラーリングショップの他、回復薬などが買える道具屋や武器屋がある。
職人広場
正式名称は「クラフトマンズスクエア」。中央に設置された「転球錬成儀」で武器やアイテムをクラフトすることができる。
闘技場
冒険者の腕試しの場。ここで名をあげてバファリア教の衛士になった者やバーンハルト騎士団に入った者もいる。建物はアステルリーズ最大であり、建物全体がバファリアの遺産で、観光客には人気のスポットとなっている。ラッシュバトル、アタックチェッカーが行われる場所でもある。
アステルリーズビーチ
美しい空と海が広がる砂浜。観光名所となっており、人々が安心して泳げるように警備員が守っている。近くにはメモリスタンドの他、レストラン「マーメイド」が建っている。レストラン「シーサイド」も存在し、シーサイドはアステルリーズで最も人気のあるレストラン、マーメイドはアステルリーズで最も歴史と権威ある料理店と自称し、お互いライバル関係にある。
双面コイン亭
冒険者の憩いの場である宿屋。2階は主人公の自室になっており、置物などの調度品を飾ることができる。歴史改変後は亭主に代わりジェイクが店の留守を預かるが、ジェイクが不在の際はジェイクがどこからか連れてきたバイトが代理店主を務める。
街門広場
開拓局から出て、中央通りを下ったところにある広場。中央には巨大な転送ポータルが置かれており、街頭にデジタルサイネージが設置されている。広場からの抜け道に「ロバ通り」と呼ばれる坂があり、色々な店が並ぶ市場となっている。街の入口に位置しており、ここにある大きな門をくぐった先にアステルリーズとアステリア平原をつなぐ「アステルリーズ大橋」が続いている。橋の建造には建築家、彫刻家、政治家、豪商、神官、冒険者などが関わっており、橋にその名が刻まれている。
バファリア神殿
バファリア教のアステルリーズ神殿。神の場所に少しでも近づけるようアステルリーズで最も高台に、最も高い建物として作られた。神殿自体がバファリア遺跡となっている。立ち入り禁止の地下室には「天恵の聖堂」に通じる転送ポータルが設置されている。神殿の奥には貴重な宝物やバファリアの遺産が納められている他、クロノグラムを精製する特別な部屋がある。また、神殿の中にはアステリア歌劇場につながる裏口が存在する。
ミンスターホルン
ミンスター丘陵にある農業の村。近隣のアステルリーズに比べ、非常にのどかな場所。村の中にいくつも畑があり、野菜作りの名人が多い。名産品は野菜で、各地域に届けられている。冒険者ターベッティと4人の仲間が森を拓き風車を建てたことがこの地の始まりであり、歴代の村長には生涯をかけてバファリアの教えを伝えたヘスス三等神官、なり手がいなかったため村長にされた人気者の野良猫リシャールがいる。ミンスターホルンは元々ミンスターホルンという人物が自分の名前をつけた試験農場のことだったが、村よりも試験農場の方が有名になったため、村の名前がミンスターホルンになった。
ラルパル
バファリア教の聖地である「神懸の御柱」の門前町。旅人や冒険者の他、多くの参拝者が訪れることから観光地の側面も持っている。土産として新鮮な野菜や果物が人気で、その他にクッキーや木彫りの人形、神託の巫女が清めたという聖水なども売られている。
リッツェ
モンテノール渓谷にある山間の小さな村。ラルパルから遥か東のモンテノール渓谷を街道沿いに進んだところにある。アステルリーズはもとより、ラルパルに比べても小さく田舎扱いされることがある。エバーグリーン砂漠につながっているため、砂漠の都市サラムザートを目指す隊商はここを休息地として使うという。
サラムザート・オアシス
エバーグリーン砂漠の北西にあるオアシスを中心にした街。アステルリーズとバーンハルト公国を結ぶ交易路の中間点にあたる場所。行商人や遊牧民、流れ者などが雑多に集まってできた街で、アステルリーズとの交易も盛ん。幅広い交易によって世界各地の様々な品物を集めて栄えている。アステルリーズに比べて小規模だが生活に必要なものは揃っており、冒険の拠点として申し分ない。人々は天幕（テント）で暮らしており、市場では露天商が色々な店を開いている。多くのバルーンが浮かんでいることで有名で、主に街の灯りや砂漠での目印に使われる。また、願いごとを石に書いて捧げものと一緒にバルーンに入れ、願いが叶ったらバルーンの紐を切って空に放つという風習がある。この街では強い戦士と狩人が尊敬の対象であり、冒険者も戦う者として尊敬されており歓迎されている。次に尊敬されているのはものを作れる職人で、細工作りや絨毯織りなど様々な仕事がある。名物には超激辛香辛料やミーンの踊り食いなどがあり、羊の肉料理も有名。バファリア神殿を守るのに精いっぱいで、街の衛士の数は少ない。中央広場ではジルウェット旅一座が公演を行った。
休憩所
労働者や旅人が体を休める無料の休憩所がある。厚手の天幕が光と音を遮り、外に比べてだいぶ涼しい。近くには水しぶきが浴びられる滝があり、街でも一番涼しい場所となっている。ただし、皆が使う場所なので直接の水浴びは御法度となっている。なお、街の人は泉からではなく井戸から水を飲んでいる。主人公たちはサラムザート滞在中、ここで休息をとった。
バファリア神殿
サラムザートにも簡素だが教団施設がある。しかし聖地からは遠く、神官の数もあまり多くない。サラムザートには祖霊を崇める独自の信仰があるが、信者の数ではバファリア教徒が上回っている。サラムザート教区はアステルリーズ神官長リュゲリオの管理下にある。
天幕酒場
屋外に設けられた開放的な酒場。主人公たちはここでクロノゲートの起動ワードを知る謎の老人と出会うことになる。
開拓局
簡素だがクエスト受付、記念品交換所、マウントキャラバンの受付が揃っており、外には倉庫が設置されている。他の街の建物と違い天幕のため、開拓局だと気づかない人たちを案内するために冒険者の男が開拓局前に立っている。開拓局の裏側は子供たちの隠れた遊び場になっており、ここでアインレインが子供たちに「旧世界を滅ぼした獣」の話をしたり、フェステが子守歌を披露したりした。
カナロア
西バーンハルト半島にある漁村。バーンハルト城にほど近く、アステルリーズの定期船が沖を通る。西バーンハルト半島は比較的寒冷だが、海は暖かく豊かなことから漁業が盛んとなっている。周辺の空はいつも曇っており、漁師はその曇り具合で釣果予測や波の様子を読んでいる。晴れ間は滅多に見られないが、晴れると不漁になるため、曇っている方が漁師にとって都合がいいという。アステルリーズなどで人気のディーボンである「カナロアン」の生産地であり、昔はこの村でしか飲まれていなかったものだが旅人に人気が出て売れるようになった。ただし、大量に作るのには向いておらず、今ではなかなか飲めなくなったことを嘆く地元の者もいる。数百年の昔からこの地の者は竜族と戦っており、外の古戦場が戦いの凄まじさを物語っているが、現在ではバーンハルト騎士団が村を巡回しており平和が保たれている。
バーンハルト城内部
マグナ大陸の北に位置する軍事大国「バーンハルト公国」の城。バーンハルトは厳しい規律と自然が支配する質実剛健の国であり、王都を挟んで東西に領土が広がっている。バファリア教とは建国からの古いつながりがあり、「バファリアの盾」とも呼ばれている。建国自体バファリアの神から特別な許しを得たとされ、その頃からバファリア教を守るという大きな使命を掲げている。そのためバファリアの神に認められた国とも呼ばれ、マグナ大陸最大の国家と称される所以となっている。バファリア教の本神殿もここにあり、アステルリーズに比べてバファリアの遺産の研究施設などが充実している。ゲーム上で訪れるのはバーンハルト城内部のみだが、設定上ではバーンハルトの街にある港からアステルリーズとの定期船が運航している。
バーンハルト城小庭園
西バーンハルト半島の孤影の城下側の裏門から入れるバーンハルト城の内部。旧地下水路に通じている牢獄が地下にあり、主人公たちはそこから内部に侵入することになる。また、バファリア教のバーンハルト教区の施設であるドラーヴァ王立研究所もこの小庭園に隣接している。付近には「漏電の廃坑」へ通じる星脈孔がある。
バーンハルト城中庭
小庭園にある巨大な扉の先にあるバーンハルト城裏口の中庭。騎士団関連の兵営やダンケルクの執務室などに隣接しており、以前は練兵場として使われていたが現在は庭園として整備されている。入ることができるのはメインクエスト4章のヴェロニカ戦のときのみ。
ジュビリア
外大陸の端のラウェハラ岬にある開拓地。アステルリーズから定期船で気軽に来れるリゾート地でもあり、海辺にはコテージやゲストハウスが並んでいる。観光に力を入れている村で、まだ小さく他の産業が弱いが、特産品などが少しずつ増えている。アステルリーズから移り住む者も増え、アステルリーズから派遣された神官もいる。バファリア教は昔から根付いていたが、人の数が少なかったため祭壇を作って祀るのが精一杯だったという。ジュビリアを訪れる森の民も多く、そのまま住み着く者もいる。
ウルラウ郷（ウルラウごう）
外大陸のコアニアニ森林の奥にある、森の民の集落。外部の者がここに立ち入るには、森の民に古くから伝わる「森の洗礼」という儀式を受けなければならない。バファリア遺産が使われることはほとんどなく、転送ポータルも郷の外に設置されている。
ヴァルムラント
外大陸のグランヴィル氷界にある竜族の集落。村と呼べるものではなく、集落の奥に「エングラムの泉」と呼ばれる暖かみのある光のエングラムが湧き出る場所があるため竜族が集まっている。彼らは今もなお稼働を続ける古のバファリア兵器に苦しめられている。

### フィールド
アステリア平原、バハマール高原など広大なエリアがあり、エリアはゾーンと呼ばれる単位に区切られている。
アステリア平原
マグナ大陸の南端で最も豊かな草原地帯。アステルリーズもここに位置する。「海鳴りの草原」、「ミンスター丘陵」、「アンドラ盆地」、「夕凪の段丘」の4つのゾーンからなる。
海鳴りの草原
アステルリーズを出た先に広がる、広々とした平原。新米冒険者が腕試しをするにはもってこいの場所で、多くの冒険者が行き来している。
崖の遺跡
主人公が最初に目覚め、フェステと出会った場所。物語開始の時点で最近発見されたばかりの遺跡だという。
ミンスター丘陵（ミンスターきゅうりょう）
心地よい風が吹き抜ける丘陵地帯。常に吹いている風を利用したミンスターホルンの風車は村の名物としても有名。北東のはずれには「巨竜の爪痕」と呼ばれる谷がある。
アンドラ盆地
地形の一部が沈降し、岩肌が剥き出しの岩崖や山々に囲まれた盆地。北の端に「音無き都」と呼ばれる廃墟が存在する。
教団衛士駐屯地
バファリア教団衛士の駐屯地。教団の聖地の1つである「音無き都」および、周辺の警備を担っている。このあたりにいるゴブリンは手強いため、教団の中でも腕に覚えのある衛士が集められている。
夕凪の段丘
大地の隆起により2つのエリアに分かれた場所。「古代都市ヴィル」の遺跡へ探索に行く冒険者も多いが、強力なエネミーも生息する。
古代都市ヴィルの遺跡
かつてバファリア教とは異なる何かが祀られていた街。最近になって破壊された痕跡もあるが詳細は不明。
バハマール高原
ミンスター丘陵から北へ続く洞窟を抜けた先にある、岩山や崖に囲まれた険しい山岳地帯。「神の見守る丘」、「鎮まりの山麓」、「フィエル嶺水池」の3つのゾーンからなる。
神の見守る丘
バファリア教団の聖地「神懸の御柱」が見守る涼やかな気候のゾーン。その門前町として「ラルパル」という集落が存在する。周囲にそびえる岩の多くは御柱を向いて首を垂れているが、これはバファリアの神の力を示す奇跡としてバファリアの経典にも記載されている。西の端の崖は吟遊詩人ルシアーノの代表作「夕日の呼び声」の舞台となった場所で、美しい風景が広がっている。
鎮まりの山麓（しずまりのさんろく）
バハマール高原の東に位置する、古来よりリッツェへの交易路として使われていたゾーン。しかし、ここにあった「ベルクマール村」がアバリティアに襲撃されて壊滅したことで、危険な交易路とされるようになった。
ベルクマール村跡
ラルパルの東の谷にある集落。現在はアバリティアに襲われて壊滅し、廃墟となっている。その時に出た犠牲者の慰霊のためにバファリア教の巡礼団が来ており、主人公たちは「神懸の御柱」に入る許可証をもらうためにここを訪れる。
厄難の集落
ゴブリンの巣窟。ここのゴブリンたちはベルクマール村跡を荒らし、人々の遺品を集落に持ち去っている。
フィエル嶺水池
滝の流れに沈みつつある「オーギュラス遺跡」周辺をはじめ、各所に水が流れるゾーン。ゴブリンの小砦があり、エネミーも強力なことから手練れの冒険者の修行地となっている。
オーギュラス遺跡
かつて「麗水の都」と称された古代都市の跡であり、きれいな水が絶え間なく流れている。しっかりと組まれた石造りの柱が残っており、この地に生きた人々の技術力の高さを示している。
モンテノール渓谷
バハマール高原の東に位置する渓谷地帯で、高低差が大きなエリア。「リッツェ交易街道」、「メリソス川流域」、「ガレィリッジ廃道」の3つのゾーンからなる。
リッツェ交易街道
山間の小さな村「リッツェ」を中心にしたゾーン。
タワーロック
リッツェ村近辺にある、人類が建設した鉱山施設の廃墟。かつては良質な鉱石を産出する鉱山だった。
猟師の抜け道
リッツェの南西にある、地元の猟師だけが知る渓谷の抜け道。ここから身の毛もよだつ咆哮が轟き、村人を怯えさせている。付近には「木漏れ日射す林道」へ通じる星脈孔がある。
メリソス川流域
メリソス川の流れに沿って広がる「リッツェ大洞穴」や急流の「落竜の滝」が存在し、風光明媚なゾーンとして知られる。
アリッドバレー関所
メリソス川流域の東の端にある、砂漠へとつながる関所。人々の安全を守る門番が控えている。
ガレィリッジ廃道
モンテノール渓谷の中でも切り立った崖路が多いゾーン。
亜竜の水場（ありゅうのみずば）
その昔、度々デミドラゴンが飛来しては水浴びをしたという湖。竜族の衰退とともにその光景はほとんど見られなくなったが、近年になってアバリティア化したデミドラゴンの目撃談が立て続けに報告されている。
ガレィリッジ村跡
ガレィリッジ廃道の奥にある廃村。モンスターの襲撃を受けて村人は散り散りになり、現在では「トムドルム山賊団」のアジトとなっている。村の奥の廃屋には「トムドルム山賊団の掟」が書かれている。
エバーグリーン砂漠
第2章から登場する広大な砂漠。北西の端にオアシスを中心にした街「サラムザート」が存在する。「陽炎の谷」、「風止みの荒地」、「オルビド平野」、「レインフォール旧街道」、「帰らずの砂塵」の5つのゾーンからなる。
陽炎の谷
モンテノール渓谷から来た主人公が最初に訪れるゾーン。乾いた風が吹いており、エバーグリーン砂漠の中では比較的安定した気候となっている。
風止みの荒地
砂漠を吹く風が弱まるゾーン。サラムザートの民が祖霊を祭る巨大なお墓「霊祀の岩塔」がそびえ立っている。南にはオオカニクモが多く生息する「シプダハルの開拓地」がある。
オルビド平野
砂漠の都市「サラムザート」を抱えるゾーン。長旅の客人を一刻も早く迎えたいサラムザート商人による道標として、気球が各地に配置されている。
無法者の砂溜まり
旅一座の歌姫シャルロットが謎の武装集団に襲われた際、逃げ込んだ砂漠の一角。ここには「黄砂の入り江」へ通じる星脈孔がある。
隠者の泉（いんじゃのいずみ）
サラムザートの東の崖の中心にある水辺。喉の渇きを潤すために様々な生物が集まっている。世捨て人が住んでいると言われており、地元の人間は滅多に近づかないが、たまに恋人同士が逢瀬のために訪れる。
囁きの崖（ささやきのがけ）
その縁に立つと死者の囁きが聞こえるという崖。
レインフォール旧街道
巨大な蟲塚「暁の虫砦」や砂漠の古都「カルトゥーム遺跡」などがある、エバーグリーン砂漠の中でも変化に富んだゾーン。
カルトゥーム遺跡
エバーグリーン砂漠の中央に位置する古代都市の跡。かつてはこの地方の中央都市であり、バファリア教団の拠点も置かれていた古式ゆかしいバファリアの遺跡でもある。現在は砂漠の砂に沈んでおり、レインフォール旧街道を東に進んだ高台の上に遺跡が見える。頂上からの砂漠の眺めが絶景と評判。頂上にあるテントには、表紙に「アダン気象観測所」と書かれた日誌が置かれている。
帰らずの砂塵
ほとんど人が足を踏み入れることがないと言われる地。
西バーンハルト半島
第4章から登場するバーンハルト公国の西側に位置する土地。「ラウレーベン古戦場」、「孤影の城下」、「シュタール海岸」の3つのゾーンからなる。
ラウレーベン古戦場
バーンハルト公国騎士団と竜族が幾度となく戦火を交えた古戦場。崩れた城塞や施設、破壊された砲台の跡などが、かつての激しい戦いの面影を伝えている。カナロアはここに位置する。
ミダイエ共同墓地
カナロア村の外にある、竜族との戦争による犠牲者が眠る墓。付近には「呪霊たちの棲家」へ通じる星脈孔がある。
孤影の城下
バーンハルト城の裏門前広場および、その周辺にあたる地域。
シュタール海岸
バーンハルト公国領の西端に位置する地域。海の向こうには竜族の根拠地が存在しており、たび重なる戦争において最前線となり続けた。
ラウェハラ岬
第5章から登場する外大陸の玄関口。海に突き出た岬と、その先に広がる環礁が特徴。「汐待ち浜」、「イア・モーレ岩礁」、「月隠しの幽谷」の3つのゾーンからなる。
潮の満ち引きによって海面が上下し、構造が変化する場所もある。
汐待ち浜（しおまちはま）
開拓地ジュビリアを中心に、ラウェハラ岬で最も開発が進んでいる地域。発展途上だが開かれた土地に作物が植えられ、建物が並ぶ下地としても整えられつつある。
ププハウス
ジュビリアを出て海岸沿いにある庵で、人気のゲストハウス。人間の観光客や森の民が一緒に暮らしている。食卓に森の民の料理が並ぶこともあり、異文化体験ができると好評。
イア・モーレ岩礁（イア・モーレがんしょう）
珊瑚が堆積した岩が無数に並び、独特の風景を生み出している美しい海岸地帯。岩陰に口を空けた洞窟なども多い。
月隠しの幽谷（つきかくしのゆうこく）
ラウェハラ岬の最も奥まった地域。手つかずの自然が広く残されており、古くから人々の信仰の対象となってきた場所でもある。この先は外大陸の奥地へと続いており、深い森が広がっている。
コアニアニ森林
第6章から登場する森の民が治める古い森。外大陸のラウェハラ岬からさらに奥地に入った所にあり、古来から人間嫌いの森の民たちが外部との交流を避けて独立を保っているため、自然の姿を残し続けている。「静寂の森」、「命樹の零域」の2つのゾーンからなる。
伸び縮みする樹木の根が各所にあり、昼は根によって塞がれていても、夜になると根が短くなって通ることができる道がある。
静寂の森（しじまのもり）
森の民が暮らす「ウルラウ郷」を中心とする、コアニアニ森林南部の広大な森林地帯。
木霊池（こだまいけ）
「ナッポのおいしい水」が採れる池。他よりも水が澄んでおり、ナッポたちが水質の維持のために定期的な掃除を行っている。その昔ナッポが絶滅の危機に瀕した際、この地に辿りついた最後のナッポが池の水を飲んだところ、たちまち元気を取り戻し次々と分裂し、数を増やしていったという言い伝えがある。
命樹の零域（めいじゅのれいいき）
コアニアニ森林北部に広がる、数千年間手つかずの原生林。森の民にとって神聖な土地とされ、ここを荒らす者は明確な敵として排除される。
グランヴィル氷界
第7章から登場する竜族の住処である極寒の地。竜族にとっても厳しい環境であり、他の土地を求めてバファリア神族と争った結果、敗北した竜族は神族が張った結界によって、その多くがこの地に閉じ込められた。「皓竜の雪原」、「嚇竜の山稜」の2つのゾーンからなる。
皓竜の雪原（こうりゅうのせつげん）
竜族の暮らす地域として知られ、ほとんどの人は近づかないというグランヴィル氷界南部の雪原地帯。
嚇竜の山稜（かくりゅうのさんりょう）
グランヴィル氷界北部の山岳地帯。
霊峰ベルナルドゥス
代々の竜王が玉座を構えるグランヴィル氷界の北の果て。天然の要塞であり、竜族にすら危険な場所とされる。

### ダンジョン
レイクリッド坑道
海鳴りの草原にある古い坑道の跡。閉鎖後にモンスターが棲みついたが危険性はそこまでなく、冒険者になるための課題として探索することになる。
巨竜の爪痕
ミンスター丘陵の北東にある竜の爪で抉られたような深い峡谷地帯で、近辺では最大級のバファリアの遺跡。主人公が初めてアバリティアと遭遇する場所。
神話では竜族とバファリア神族が戦った場所とされる。
神懸の御柱（かみがかりのみはしら）
神の見守る丘の北にそびえ立つ壮麗な塔の遺跡であり、バファリア教最大の聖地。バファリア教の開祖が降り立った場所として伝えられており、数多くの謎に包まれている。厳重に守られており、許可なき者は神官長クラスの許可がなければ通ることができない。内部には独自の防衛機能が備わっており、望まぬ侵入者を排除する。バファリア教の開祖をかたどった像の足元に入口があるが、この開祖像は当初は存在せず、開祖が亡くなった後に当時の人々が増築したと伝えられている。
機跡の谷（きせきのたに）
鎮まりの山麓にある遺跡。バファリア文明時代の建造物が埋もれ、周辺の地形と一体化してできている。バファリアの遺産である機械類エネミーが稼働し続けており、侵入者を排除する。主人公たちは「神懸の御柱」での戦いで破損したオムニストロンの修理のため、バファリアの遺産の機械から採れる「発光コア」を求めてここを訪れる。
音無き都
アンドラ盆地の北の端にある、過去の戦乱で滅んだ城塞都市アンドラの遺跡。今は無人の廃墟と化し、「音無き都」と呼ばれている。近年になって地下で大爆発による落盤事故が起きて、地中からアバリティアが現れ、それ以降はバファリア教団の管理下に置かれている。
暁の虫砦（あかつきのむしとりで）
エバーグリーン砂漠の東にある、長い年月を経て作られた巨大な蟲塚。内部は空洞で、多くのモンスターが生息しており、最深部にはアバリティアが存在する。
ボルオム遺跡
陽炎の谷にある、砂に沈んだバファリア遺跡。吹き抜ける風のため気温が低く、砂漠の過酷な環境を避けて様々な生物が集まっている。最深部には、砂の結晶でできた美しい花「砂風の花」が咲くと言われる。
枷神の産屋
1000年後の未来に存在するバファリア神族の研究施設。「アバリティアシェル」の開発を目的に、バシュラールの指揮のもと建造された。バシュラールに連れ去られたエーリンゼ救出のために主人公らが向かった場所で、1000年後の「神懸の御柱」から侵入することになる。
天恵の聖堂（てんけいのせいどう）
聖バファリア島の地下にある、バファリア教団における本拠地にして最重要拠点。堅牢な自動防衛システムに守られており、神託の巫女をはじめ、一部の幹部を除き神官であっても立ち入りは許されていない聖域。主人公は神託により、神にその力を求められたため特別に入ることができ、アステルリーズ神殿の地下室にある空間転送ポータルを経由して行くことになる。
巨塔の遺跡
アンドラ盆地にある、崩れ落ちた巨塔を思わせるバファリア文明の遺跡。見た目から巨塔と呼ばれているものの正しくはどのような施設だったのかは不明で、権力を象徴するための墳墓とも砲撃のための巨大な大砲とも言われ、歴史学者の間でも議論が分かれており、現在も研究が続いている。その巨大なバファリア遺跡の地下には空間が残されており、長い時間を遺跡に囚われ続けたバファリアの遺産が徘徊している。メインクエストでは入口のみで地下までは入らないが、3章の天恵の聖堂クリア後に調査が行えるようになる。
滝裏の盗掘痕跡
ミンスター丘陵の滝の裏にある、没落した名家が莫大な財宝を隠したと伝えられる洞窟。
水精の踊り場
メリソス川流域の川の中に入口がある不思議な洞窟。リッツェ村の伝説で水の精が棲むと伝えられている。
呪われし煌墓
陽炎の谷にある、バファリア文明時代にこの地を治めていた王家の墳墓。
カルトゥームの砂岩回廊
カルトゥーム遺跡の地下に広がる、複雑な構造の空間。長い年月をかけて砂に埋もれ、いつしか冒険者からも敬遠されるようになり、今では危険な野生生物の巣窟となっている。
ソプラの山道（ソプラのやまみち）
メリソス川流域にある天然洞窟の抜け道。その昔バファリア教の神官ソプラが民衆を引き連れて山越えに使ったと言われる。
アルストン廃坑
孤影の城下にある廃坑で、かつて貴重な鉱石の産地として隆盛を誇った鉱山跡。閉山して久しいが、現在も公国の管理下に置かれており、時折出入りする者がいる。廃坑の奥にある鍵置き場はコイン亭に出入りしているイグワースとその仲間たちの隠れ家になっており、閉鎖されたバーンハルト城旧地下水路の鍵もここにある。
バーンハルト城旧地下水路
バーンハルト城内部に通じる古い地下水路。長らく放置されていたが、外部から城につながることが問題視され厳重に封鎖され、試作兵器などの廃棄場として利用されている。最奥の隠し扉を抜けた先がバーンハルト城の牢獄に通じている。
ドラーヴァ王立研究所
バーンハルト城内にある、バファリア遺産の研究施設。表向きはマキナの研究、騎士団の兵器開発などを目的としているが、その実態は疑似アバリティアの完成を目指す一派の拠点となっている。
カースドノール遺跡
リッツェ交易街道にある、カースドノール砦の遺跡。かつてモンテノール渓谷で一大勢力を築いた竜族との戦いで最前線となった場所で、竜族討伐と引き換えに砦は全滅し焼失した。僻地での出来事だったため詳しい記録は何も残っておらず、古代の人々が竜族とどのように戦い勝利したのか、痕跡を探すために開拓局による調査が行われている。
亡国の工廠
フィエル嶺水池に現存する、古代国家の工場として使われていた鉱山の跡。近辺にあるオーギュラス遺跡との関連性が開拓局で調査されている。
セヴラン墳墓遺跡
フィエル嶺水池にある、戦上手で知られた古代の王が眠る墓所。一帯にはセヴランという古い地名が残っており、王が従えた無敵の軍隊の呼び名と一致しているが、竜族すらも撃退した名将である王自身の名は伝わっておらず謎に包まれている。
珊瑚岩の谷（さんごいわのたに）
イア・モーレ岩礁にある、潮の満ち引きにより様々な生き物を育む天然の洞窟。小動物たちにとっては絶好の餌場であり、隠れ家でもある。豊かな植生の中にはここでしか見られない植物も多く、昔ながらの薬草が採れる場所としても知られている。主人公はララフォルテの喉の治療のため、森の民に伝わる独自の薬の材料である「ヌメリ苔」を採りにここを訪れる。
タワーロック鉱山跡
かつてリッツェの鉱山業の中心だった巨大な鉱山の跡。最近になって鉱山の崩れた坑道の隙間の奥に、見たこともない遺跡が発見されたという。
カフナの洞（カフナのほら）
ラウェハラ岬に古くから伝わる海神（わだつみ）への信仰と結びつく洞窟。この奥はさらに重要な聖地である「海神窟」へと至る道となっている。
トムドルムの隠し鉱山
ガレィリッジ村跡を根城とする悪名高い「トムドルム山賊団」が財宝を隠したという鉱山跡。
海神窟（わだつみのいわや）
ラウェハラ岬に古くから伝わる海神への信仰の対象となっている神聖な洞窟。洞窟の奥には水に満ちたバファリアの遺跡があり、最深部に忘れ去られたクロノゲートが存在する。
まばゆき御座（まばゆきみざ）
黄金色に輝くバファリアの遺跡。「御座金」と呼ばれる不可思議な物質が壁や天井から溢れ出しており、荘厳な光景ながら得体の知れない肌寒さを感じさせている。
赤鉱の採石所
陽炎の谷にある、特殊な赤い鉱石が採掘される古い鉱山の跡。
シエーヌ遺跡
ラルパルの近くに存在する古代文明の大都市の遺跡。バファリア文明の崩壊後に栄えた街で「神懸の御柱」を守護する役目を担っていたが、一説によるとバファリアの神の怒りに触れて原型も残さないほど破壊し尽くされ、一夜を境に歴史上からその姿を消したと伝えられている。
ゼルマ鉱山跡
一時期バーンハルト軍で使われる鉄や鉱石を大量に供給していた鉱山の跡。坑道は掘り尽くされ閉山されたが、いつしか無数のモンスターが棲みつくようになった。
花巡りの木群（はなめぐりのこむら）
静寂の森の南方に位置する緑豊かな広場。動物たちの憩いの場でもあるが、近年になってモンスターが増加して不穏な気配が漂うようになった。主人公は森の民に伝わる「森の洗礼」の習わしに従って、一番奥に咲く「星の花」を入手するためにここを訪れる。
トゥオネラ参道
命樹の零域にある、森の民の聖地である「祖霊の墓所」へと通じる参道。
祖霊の墓所（それいのぼしょ）
トゥオネラ参道を抜けた先にある、森の民の祖先たちが眠るという神聖な場所。

### その他
虚空の浮島
各地にある星脈孔を通じて不定期に行き来できる空間。通常とは比較にならない強大なモンスターが出現し、放置すれば浮島を脱走する可能性もあるため、多数の冒険者が最優先で討伐に向かう。レグナスのどこかにあるはずだが、正確な場所は不明。ここに現れるデミドラゴンは体内に「虚竜の夕彩晶」という特殊な物質を生成すると言われるが、「虚竜の夕彩晶」は浮島を離れると急速に崩壊するため、開拓局所属の研究員フレデリクがメモリスタンドと共同で運搬用のケースを開発した。フレデリクの仮説によると「虚空の浮島」という場そのものがモンスターに力を与えており、その力がモンスターの体内で蓄積され変化が生じ、「虚竜の夕彩晶」となるという。
メルドライト
数百年前、現在のエバーグリーン砂漠があった地で栄えていた大都市。カルトゥームにも劣らず発展していたが、砂漠化が進行したときに一緒に砂の底に沈み、メルドライトの住人はサラムザートに移り住んだ。今では国も街も残っていないが、メルドライトの王族を先祖に持つサラムザートのブロスが、先祖の残した財宝の存在を確かめるために陽炎の谷のキャンプ地近くで穴を掘っている。
ドラーヴァ王国
バーンハルト公国の前身となる国。バファリア教のバーンハルト教区には、王国時代から存在する「ドラーヴァ王立研究所」があり、現在でも古き歴史の名を受け継ぎ使用されている。大昔に現在のカナロアがあった地もドラーヴァ王国であり、村で行われる祭の唄や踊りは王国の文化の名残でもある。

## スタッフ
- チーフプロデューサー - 小林賢也（バンダイナムコスタジオ）
- プロデューサー - 冨澤剛（バンダイナムコスタジオ）
- ディレクター - 福﨑恵介（バンダイナムコスタジオ）
- チーフゲームデザインディレクター - 猪俣猛（バンダイナムコスタジオ）
- 開発プロデューサー / IPディレクター - 渡邊靖昭（バンダイナムコスタジオ）
- チーフプロジェクトマネージャー - 恩田努（バンダイナムコスタジオ）
- エグゼクティブプロデューサー - 下岡聡吉（バンダイナムコオンライン）
- プロデューサー / 運営ディレクター - 鈴木貴宏（バンダイナムコオンライン）
- チーフアートディレクター - 千家英嗣（バンダイナムコスタジオ）
- アートディレクター - 奥村大悟（バンダイナムコスタジオ）
- キャラクターリードアーティスト - 角広昭（バンダイナムコスタジオ）
- 音響監督 - 若林和弘
- サウンドデザイナー - 金子智充、檜山祥一、沖浦知樹、宮澤詩織、加木将真、矢部健太、船田純一（バンダイナムコスタジオ）
- コンポーザー - トリ音、北谷光浩、濱本理央、平井克明、kyo、三崎修吏、杉本雄、大木奏弥、中鶴潤一、野村渉悟、燕青、小林伸嘉（バンダイナムコスタジオ）、KOHTA YAMAMOTO、坂本英城
- アレンジャー - 白澤亮

## オープニングアニメーション
スタッフ
- 絵コンテ・演出 - あおきえい
- アニメーションキャラクターデザイン・作画監督・原画 - 中井準
- 背景 - bamboo
- アニメーション制作 - TROYCA

## 5章「星霊祭」ムービーシーン
スタッフ
- 演出・3DCGアニメーション制作 - 白組[90]
- モーションアクターキャスティング - nico株式会社[91]
- 振付師 - 関口佳絵
- ダンサー - 村松しおり（シャルロット[92]）、田中美那、西家貴絵、大澤美乃、ひおき彩乃
- アクションコーディネーター - 和田三四郎
- アクションサポート - 堀田慶斗
- モーションアクター - 丸山貢治、田崎直輝、大内田将樹、中山甲斐、芝井美香

## Webアニメ
ゲームとリンクしたサイドストーリーとして『BLUE PROTOCOL』 Side Story Ep1 [エーリンゼとティリス]が2024年11月27日に、『BLUE PROTOCOL』 Side Story Ep2 [咆哮の行方]が同年12月18日にYouTubeチャンネルで配信された。PROJECT SKY BLUEとAmazon Gamesの共同による制作。
スタッフ
- ディレクター - asano66
- ストーリーボード - loundraw
- プロダクションプロデューサー - 河田成人
- プリンシパルマーケティングマネージャー - David Wharton
- アニメーション制作 - wonderium

キャスト
- エーリンゼ - 茅野愛衣
- ティリス - 瀬戸麻沙美
- ジェイク - 興津和幸
- Masked Man - ???
- ナレーター、Gwibel - 大塚明夫
- ヴォルディゲン - 武内駿輔
- Dragon soldier - 本宮拓朗
- the Bapharian emperor - 竹内絢子

## 商品情報

### 楽曲
ミライ
オープニングテーマソング。
- アーティスト：L'Arc〜en〜Ciel
- レーベル KMU、2021年8月25日販売、ASIN B09791RGCF

『BLUE PROTOCOL』Songs Collection「星の彼方へ / バファリア聖歌」
作中でシャルロット（千本木彩花）、ミルレーネ（日笠陽子）、ララフォルテ（大橋彩香）が歌唱する「星の彼方へ」「バファリア聖歌」を音源化。
- レーベル ランティス、2024年6月12日販売、ASIN B0CXPZ2JFR

星の彼方へ
- 作詞 - こだまさおり / 作曲・編曲 - 神前暁

バファリア聖歌
- 作詞 - こだまさおり / 作曲・編曲 - 帆足圭吾

## 生配信番組

### ブルプロ通信
2020年2月13日よりBLUE PROTOCOL公式YouTubeチャンネルにて生配信。当初は不定期配信だったが、正式サービス開始の前週である2023年6月8日に「ブルプロ通信 #8」が配信され、それ以降の正式サービス開始後は毎月1回の定期放送としてアップデート情報などを紹介していく。小数点になっている配信回は、「プレイヤーの全員に伝えるような内容ではないが、気になっている人もいるであろう内容を伝える場」となっている。
| 配信回 | 配信日         | 出演者                                       | 備考                         |
| ------ | -------------- | -------------------------------------------- | ---------------------------- |
| #1     | 2020年2月13日  | 下岡聡吉、鈴木貴宏、福﨑恵介                 |                              |
| #2     | 2020年2月20日  | 下岡聡吉、鈴木貴宏、福﨑恵介                 |                              |
| #3     | 2020年2月27日  | 下岡聡吉、鈴木貴宏、福﨑恵介                 |                              |
| #4     | 2020年6月18日  | 下岡聡吉、鈴木貴宏、福﨑恵介                 |                              |
| 番外編 | 2020年10月12日 | 下岡聡吉、鈴木貴宏、福﨑恵介                 | マッチング負荷テストについて |
| 番外編 | 2021年5月27日  | 下岡聡吉、鈴木貴宏、福﨑恵介                 | 開発進捗について             |
| #5     | 2022年11月15日 | 下岡聡吉、鈴木貴宏、福﨑恵介                 |                              |
| #6     | 2022年12月15日 | 下岡聡吉、鈴木貴宏、福﨑恵介                 |                              |
| #6.1   | 2023年1月25日  | 下岡聡吉、鈴木貴宏、福﨑恵介                 |                              |
| #6.2   | 2023年2月28日  | 下岡聡吉、鈴木貴宏、福﨑恵介                 |                              |
| 番外編 | 2023年3月28日  | 下岡聡吉、鈴木貴宏、福﨑恵介                 | ネットワークテスト直前配信   |
| #6.3   | 2023年4月25日  | 下岡聡吉、鈴木貴宏、福﨑恵介                 |                              |
| #7     | 2023年5月23日  | 下岡聡吉、鈴木貴宏、福﨑恵介                 |                              |
| #8     | 2023年6月8日   | 下岡聡吉、鈴木貴宏、福﨑恵介                 |                              |
| #9     | 2023年7月5日   | 下岡聡吉、鈴木貴宏、福﨑恵介                 |                              |
| #10    | 2023年8月8日   | 下岡聡吉、鈴木貴宏、福﨑恵介                 |                              |
| #11    | 2023年9月15日  | 下岡聡吉、鈴木貴宏、福﨑恵介                 |                              |
| #12    | 2023年9月23日  | 下岡聡吉、鈴木貴宏、福﨑恵介                 | TGS出張版                    |
| #13    | 2023年11月15日 | 下岡聡吉、鈴木貴宏、福﨑恵介                 |                              |
| #14    | 2024年1月22日  | 吉﨑智宏（MC）、下岡聡吉、鈴木貴宏、福﨑恵介 |                              |
| #15    | 2024年2月21日  | 吉﨑智宏（MC）、下岡聡吉、鈴木貴宏、福﨑恵介 |                              |
| #16    | 2024年4月16日  | 吉﨑智宏（MC）、下岡聡吉、鈴木貴宏、福﨑恵介 |                              |
| #17    | 2024年6月14日  | 吉﨑智宏（MC）、下岡聡吉、鈴木貴宏、福﨑恵介 |                              |

### ブルプロSP生放送
2023年12月26日、家庭用ゲーム機版のサービス開始を記念して『祝! 家庭用ゲーム機版 サービス開始記念! ブルプロSP生放送』がYouTubeで配信された。下岡ら開発陣に加え、MCにyukishiro、ティア、ゲストに中川翔子、ジョイマンを迎え、抽選で賞品が当たるミニゲーム企画が実施された。

## 名工シリーズ
本作に登場する武具を「武器工房ギルガメッシュ」が現実に立体化するプロジェクト。
イージスファイターの剣と盾、ブラストアーチャーの弓、スペルキャスターの杖、ツインストライカーの双斧が立体化されている。『ブルプロ通信』で公開され、東京ゲームショウ2023のBLUE PROTOCOLブースでも展示された。